# Traditionalismus (Architektur)

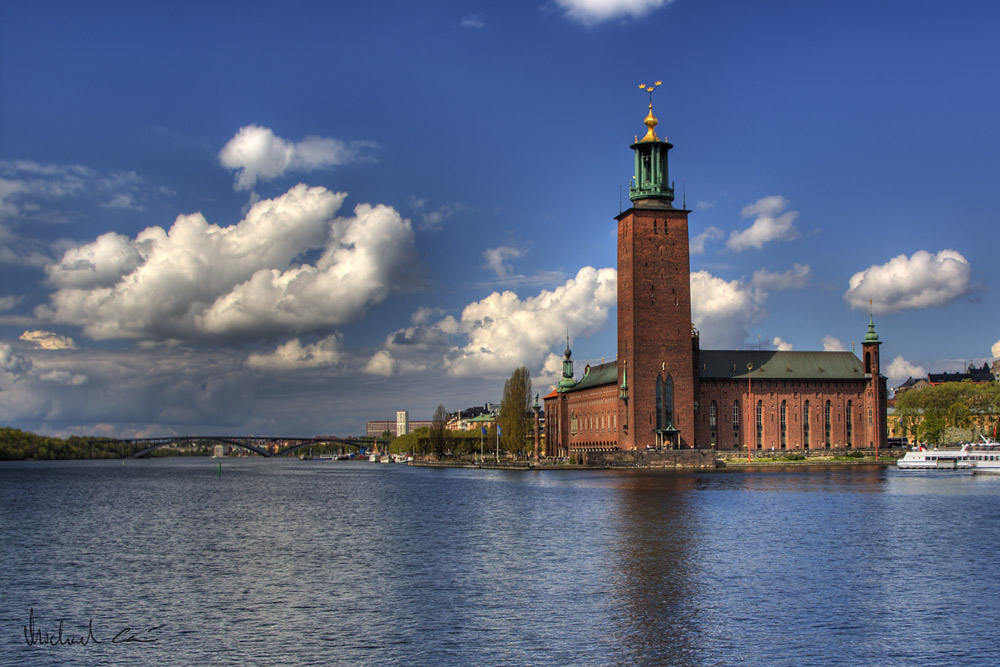
Stadthaus in Stockholm, 1911–1923 (Ragnar Östberg)

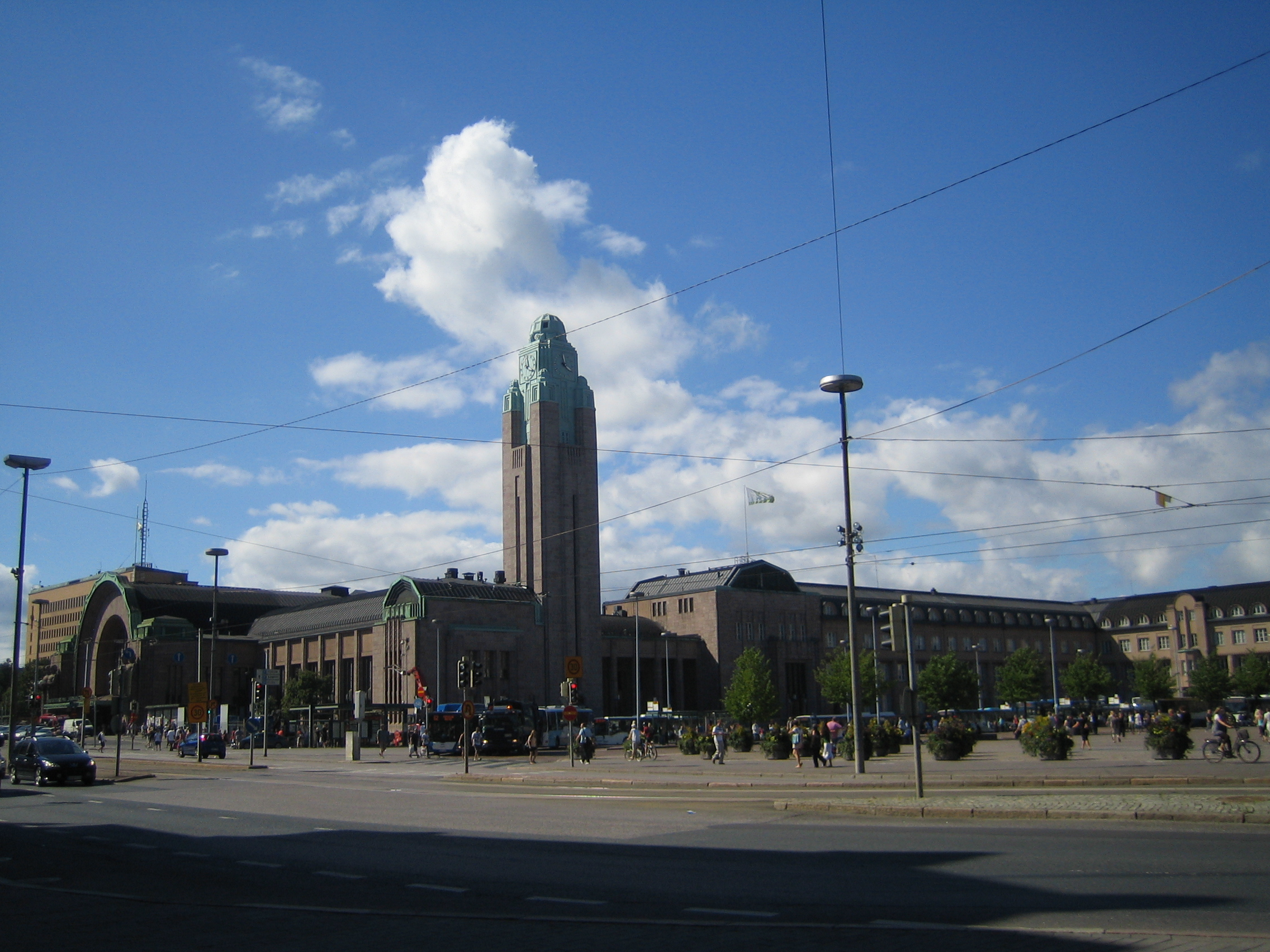
Hauptbahnhof in Helsinki, 1904–1919 (Eliel Saarinen)

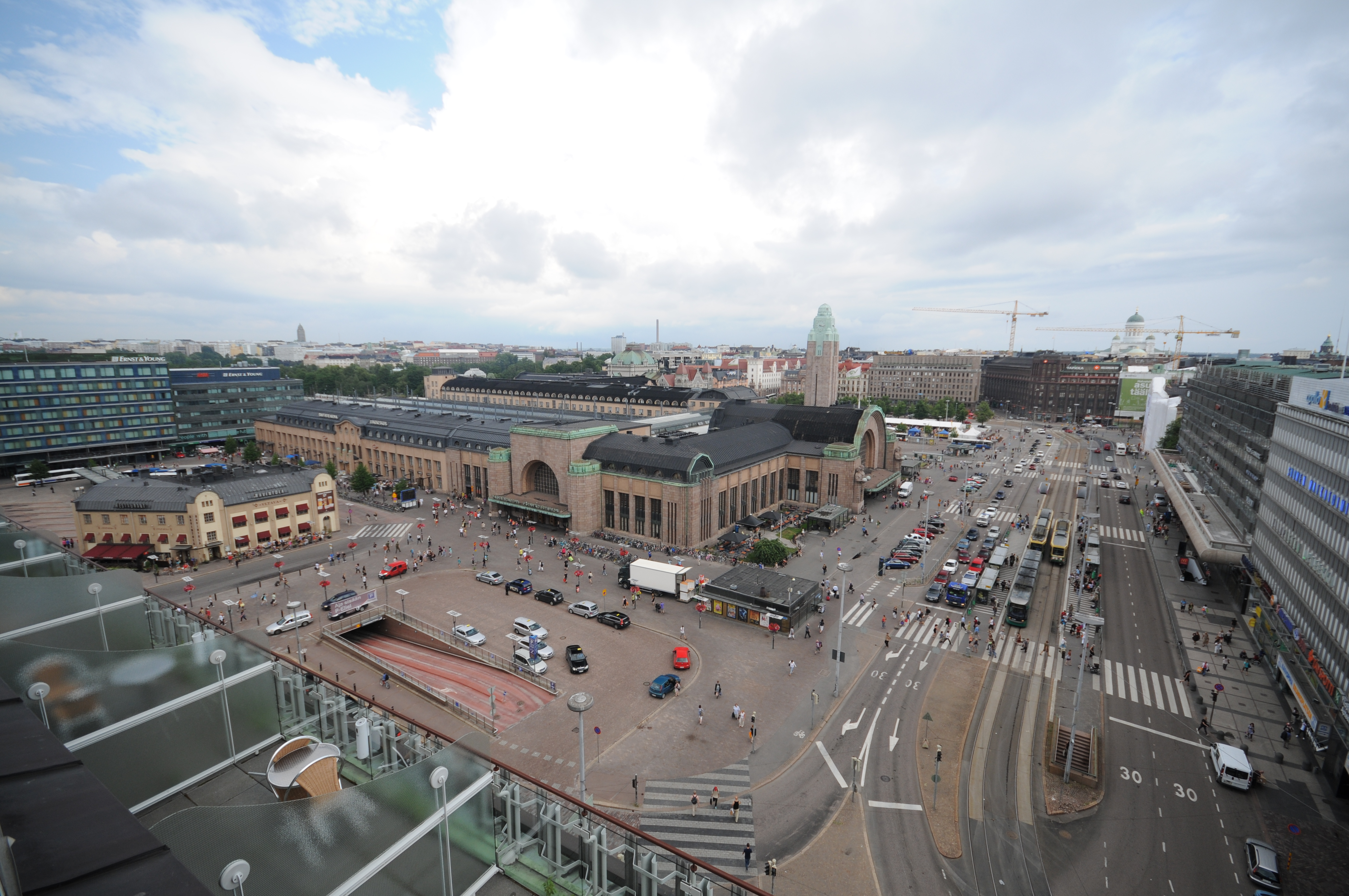
Hauptbahnhof in Helsinki

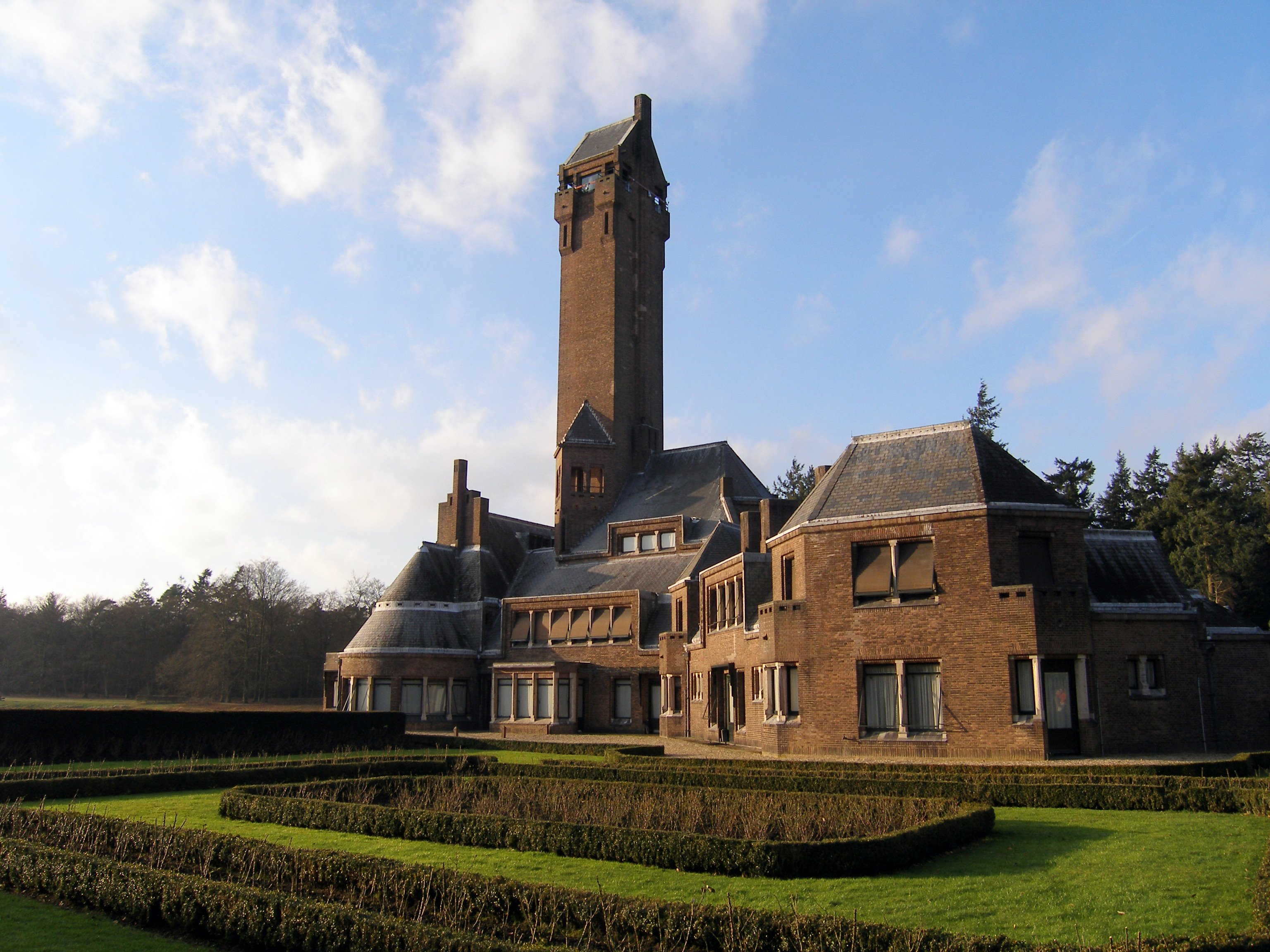
Jagdschloss St. Hubert in Otterlo, 1915–1920 (Berlage)

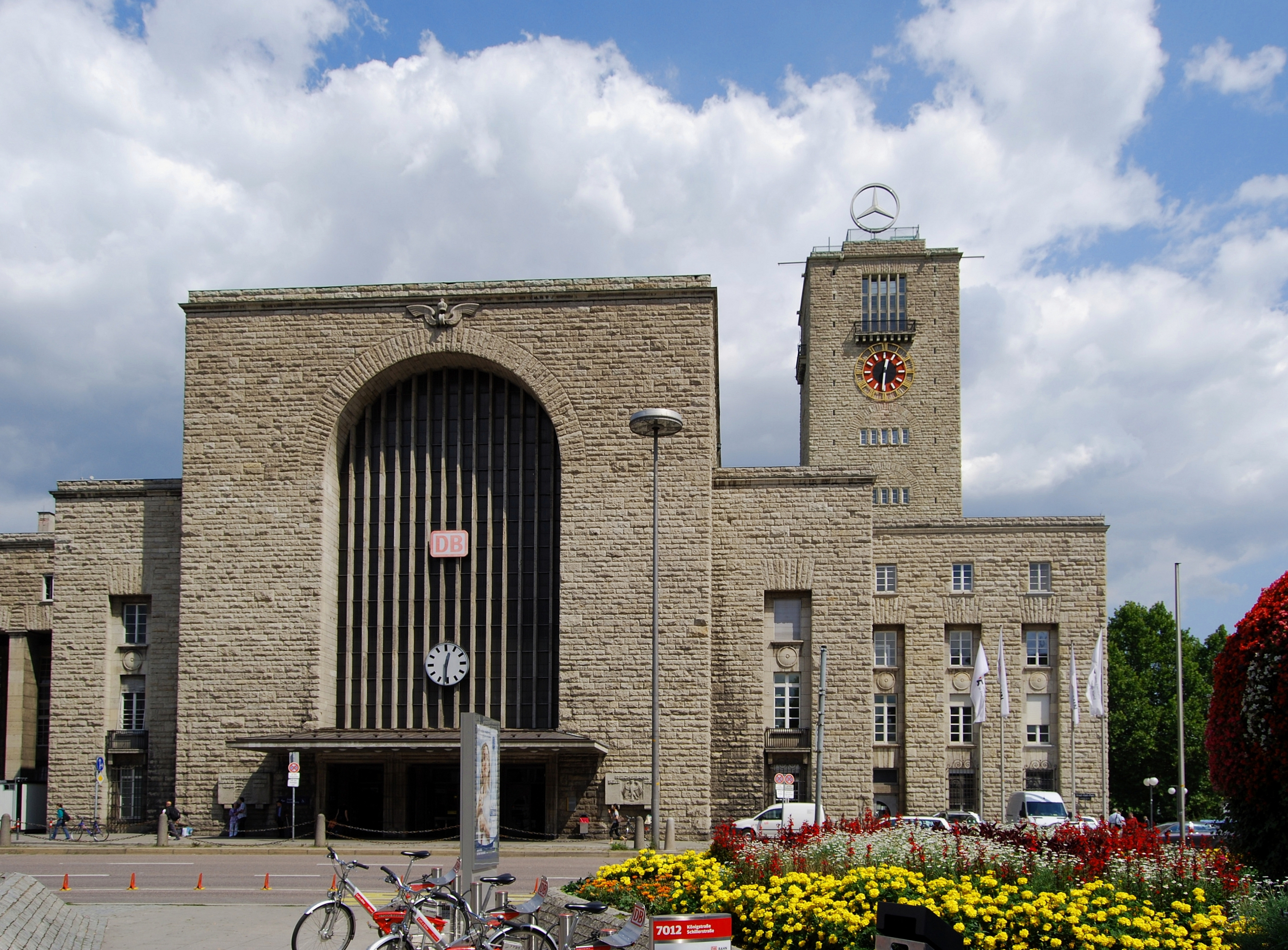
Hauptbahnhof in Stuttgart, 1914–1927 (Paul Bonatz)

Der Traditionalismus in der Architektur ist eine Strömung, die am Anfang des 20. Jahrhunderts in Mittel- und Nordeuropa aufgekommen ist. In den Niederlanden ist der Baustil bekannt geworden im Zusammenhang mit der Delfter Schule (1925–1955). In Deutschland und Skandinavien entstanden bedeutende Bauwerke des Traditionalismus. Der Stuttgarter Hauptbahnhof von Paul Bonatz ist ein Beispiel der sogenannten Stuttgarter Schule. In Stuttgart entstand 1933 auch die traditionalistische Kochenhofsiedlung als Gegenmodell zur Weißenhofsiedlung aus dem Jahr 1927, die im kubistischen Stil der aufkommenden modernen Architektur gebaut wurde.
Der architektonische Traditionalismus findet auch in der heutigen Zeit häufig Verwendung, vor allem, seit durch die Postmoderne die Verwendung klassischer Architektursprache wieder populär wurde.
Daneben existiert der Begriff der Traditionellen Architektur, der vor allem regionale Bauarten beschreibt.

## Aufkommen des Traditionalismus in den Niederlanden
Von 1925 bis 1955 bestimmte diese Richtung weitgehend die Architektenausbildung an der Technischen Universität von Delft unter der Leitung von Prof. Marinus Jan Granpré Molière, der als Begründer der Delfter Schule (Delftse School) gesehen wird. Nach der Vorherrschaft der Delfter Schule mit ihren negativen Folgen (wegen Einseitigkeit) wurde der Traditionalismus lange Zeit durch die neue Avantgarde verpönt und verachtet.
Obwohl Berlage im Allgemeinen nicht zu den Traditionalisten gezählt wird, kann sein Architekturstil um 1900 (Börse und andere Bauten) als Beginn des Traditionalismus gesehen werden. Ein Schüler und Nachfolger von Berlage war Alexander Kropholler, der sich zu einem tonangebenden Traditionalisten der Niederlande entwickelte. Kropholler war ein talentierter Architekt, bei dem zum Teil eine ausdrucksstarke, aber auch eine formalistische und übertriebene Formensprache nachzuweisen ist. Interessant zu bemerken ist, dass die Schwester von Kropholler, Margaret Staal-Kropholler, eine bekannte Architektin innerhalb der expressionistischen Amsterdamer Schule war.
Eine weitere Persönlichkeit des niederländischen Traditionalismus ist der Architekt Frits Peutz. Während er in den 1930er Jahren mehrere traditionalistische Kirchen baute, arbeitete er gleichzeitig am kubistisch-konstruktivistischen Glaspalast in Heerlen. Nach einer vorbildlichen Restaurierung 2003 erreichte dieses Gebäude weitere Bekanntheit.
Mit dem niederländischen Traditionalismus haben sich verschiedene Architekten in kreativer Weise beschäftigt. Er ist eine ideenreiche Umsetzung traditionalistischer Formen und Raumkonzepte in die moderne Zeit.
Die besten traditionalistischen Bauten in Europa haben ihre überzeugende Aussagekraft bis heute nicht verloren. Sie enthalten vielfach eine größere Authentizität als Bauten der vorangehenden Neostile des Historismus und Eklektizismus.

## Traditionalismus und Städtebau
Die Bedeutung des Traditionalismus in der Architektur des 20. Jahrhunderts liegt vielleicht weniger in der Architektur als im Bereich des Städtebaus. Der Architekt und Städteplaner Berlage entwarf seine Städtebaupläne mit einer traditionalistischen Einstellung. Dass er nie ein radikal moderner Architekt geworden ist, hat man ihm manchmal übel genommen. Aber Berlage hat einen vorbildlichen Städtebau entwickelt und realisiert, der bis heute schwierig zu übertreffen ist. Sein Städtebau funktioniert einwandfrei, auch im sozialen Sinn. Berlage hat nicht nur das bekannte Amsterdam-Süd entworfen, sondern auch Stadtteile in seinem Wohnort Den Haag und andern Städten. Gewisse Berlage-Stadtteile in Den Haag werden momentan bedroht durch einen unkoordinierten Wildwuchs von Aufstockungen. Damit werden die von Berlage entwickelten Stadtsilhouetten zerstört. Ursache dieses Übels ist die  Auffassung des Stadtbaumeisters Maarten Schmitt, der über Berlage das Folgende schrieb: „Der Strukturplan von Berlage ist eine total überholte Sache. Er hat praktisch keinen Effekt gehabt. Der Respekt für Berlage beruht mehr auf Nostalgie als auf wirklicher Bedeutung.“ Der renommierte deutschsprachige Autor Vittorio Magnago Lampugnani beschreibt die städtebauliche Arbeit von Berlage in seiner Publikation Die Stadt im 20. Jahrhundert mit bedeutend größerem Respekt.

## Traditionalismus und Expressionismus
Ein weiterer nennenswerter Aspekt des Traditionalismus ist die hochentwickelte architektonische Fachmannschaft rund um Berlage, die auf die jüngere Generation positiv einwirkte und sie beeinflusste. Diese Baukultur bildete die Basis für verschiedene neue Architekturströmungen in den Niederlanden wie zum Beispiel den Expressionismus der Amsterdamer Schule. Die Architekten Michel de Klerk und Piet Kramer kamen von Berlage her, kannten aber auch Antoni Gaudí und gingen weiter. Die Architekten Gaudi, de Klerk, Kramer, Mendelsohn und andere deutsche Architekten gehörten zu den Pionieren, die den internationalen Expressionismus begründet haben. Spätere bekannte Bauten dieser Richtung sind in Ronchamp, Bilbao, Sydney, Berlin usw. zu sehen.

## Traditionalismus im 21. Jahrhundert
In unserer Zeit erweist sich der Traditionalismus als bedeutungsvoll im Umgang mit der historischen Stadt. Bei verschiedenen historischen Stadtzentren wird Gebrauch gemacht von einer traditionalistischen Formensprache, sowohl bei der Restaurierung als auch bei Neubauten. Ein typisches Vorbild dieser Bauweise ist zu sehen in der belgischen Altstadt Antwerpen. Auch andere belgische Städte wie Brügge, Gent oder Brüssel arbeiten mit dem gleichen Prinzip. Die Belgier sehen ihre historischen Stadtzentren als ein Gesamtkunstwerk. Die zugefügte traditionalistische Architektur spielt dabei eine dienende Rolle, um den Glanz der historischen Architektur zu erhöhen.
Neunzig Kilometer nördlich von Antwerpen liegt die niederländische Regierungsstadt Den Haag. Der Grundgedanke beim historischen Zentrum von Den Haag ist nicht das Bild eines Gesamtkunstwerks, sondern das „Ende der historischen Stadt“. Es ist offensichtlich, dass diese gegensätzlichen Auffassungen zu unterschiedlichen Stadträumen, Stadtbildern und Stadtsilhouetten geführt haben. Der Kontrast zwischen den historischen Zentren von Antwerpen und Den Haag ist so groß, dass bei vielen das Bedürfnis besteht, einen Meinungsaustausch zu organisieren, um über diese und andere Stadtmodelle zu diskutieren. Ein Symposium für Architekten und Städteplaner über das Thema „Umgang mit der historischen Stadt in Europa“ könnte dabei informativ sein. Abbildungen von Antwerpen und Den Haag sind beim Abschnitt „Historische Stadt heute – Traditionalismus oder Generic City“ aufgenommen.

## Historische Stadt heute – Traditionalismus oder „Generic City“

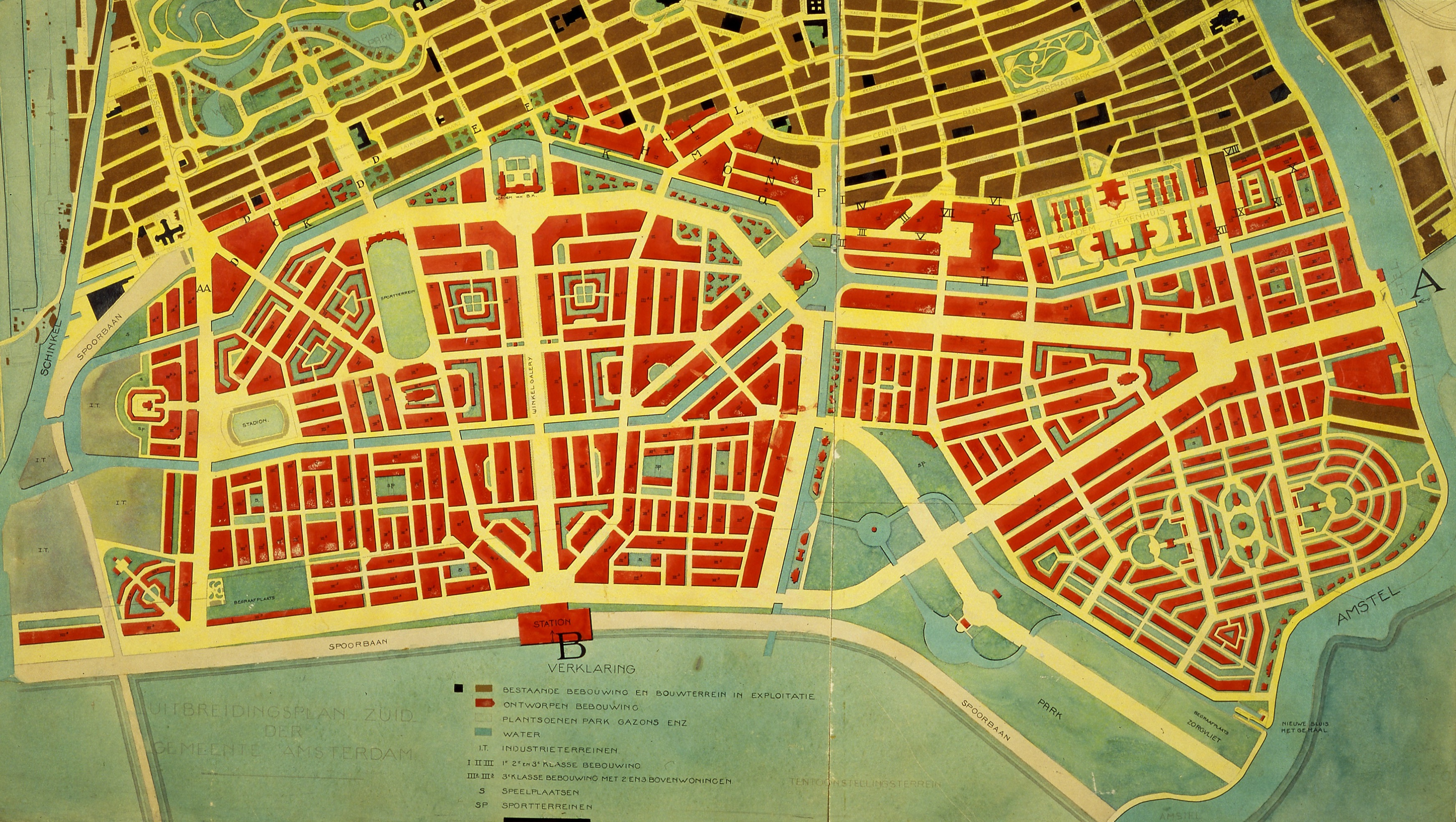
Amsterdam-Zuid (Süd), traditionalistischer Städtebauplan von Berlage (1915), Architektur von den Architekten der expressionistischen Amsterdamer Schule

Bei den Traditionalisten wird die Stadtsilhouette als bedeutendes städtebauliches Element gesehen, wobei historische Städte, Dörfer und Siedlungen als Vorbild dienen. Für die Gesamtkomposition war früher der Stadtbaumeister verantwortlich, der die Häuser, Türme, Plätze usw. zu einem harmonischen Ganzen zusammenfügte. Dies geschah in einem fortwährenden Entwicklungsprozess. Bei den Traditionalisten bestimmt die Stadt- oder Dorfsilhouette das Bild der Gesamtform und der städtebaulichen Identität. Der Begriff Komposition wird heute als Bildregie bezeichnet.
Im historischen Städtebau ist ein weiteres erfolgreiches Konzept zu nennen, der Gridiron-Plan mit seinen freien städtebaulichen Einfüllungen. Die Bildregie spielt bei diesem Konzept eine geringere Rolle. Eines der bekanntesten Gridiron-Pläne befindet sich auf Manhattan, wo keine Rücksicht genommen werden musste auf eine historische Stadt.

### Den Haag – Historisches Zentrum mit „Generic City“
Als Vorbild wird hier das niederländische Regierungszentrum in Den Haag gezeigt. Es ist nennenswert, weil es in Zusammenhang mit einer aktuellen städtebaulichen Entwicklung des 21. Jahrhunderts steht. Wegen seiner nationalen Bedeutung wird das Regierungszentrum durch viele Touristen besucht und fotografiert. Dabei fällt auf, dass es vielfach so fotografiert wird, wie die Besucher es gerne sehen möchten, d. h. ohne die neuerstellten Hochhäuser im Hintergrund. Das heutige Erscheinungsbild ist das Resultat der Architekturauffassung des bekannten niederländischen Architekten Rem Koolhaas, der sogenannten „Generic City“. Bei verschiedenen internationalen Architekturschulen wird Den Haag schon heute als typisches Vorbild der „Generic City“ vorgestellt. Dabei wird über die Frage diskutiert, wie sich das neue Zentrum von Den Haag (Mischung einer bedeutenden historischen Stadt mit der „Generic City“) verhält gegenüber anders konzipierten Städten wie Amsterdam, Paris, München oder Bern, deren historische Zentren „Generic-City-frei“ geblieben sind.
Während der Amtszeit von 1998 bis 2009 ließ sich der oben genannte Stadtbaumeister von Den Haag stark durch die Auffassung von Rem Koolhaas beeinflussen. In seiner Biografie (Den Haag – Maarten Schmitt) schreibt er über seine baulichen Vorstellungen. Indem er die Schrift „Generic City“ von Koolhaas zur Hand nimmt, formuliert Schmitt sein städtebauliches Kredo wie folgt: „Das Ende der historischen Stadt scheint vollkommen zugeschnitten zu sein für eine Stadt wie Den Haag.“ Im Weiteren holte der für den Städtebau verantwortliche Stadtrat seine Inspirationen im fernen Dubai während Studienreisen. Das Hochhaus mit der schrägen Spitze erinnert u. a. an bekannte Vorbilder im Nahen Osten.
Der amerikanische Architekt Richard Meier lieferte 1986 mit dem Bau des neuen Stadthauses ebenfalls einen wichtigen Beitrag für Den Haag. Sein Entwurf im Stadtzentrum war so gestaltet, dass die naheliegende Stadtsilhouette des nationalen Regierungszentrums erhalten blieb.

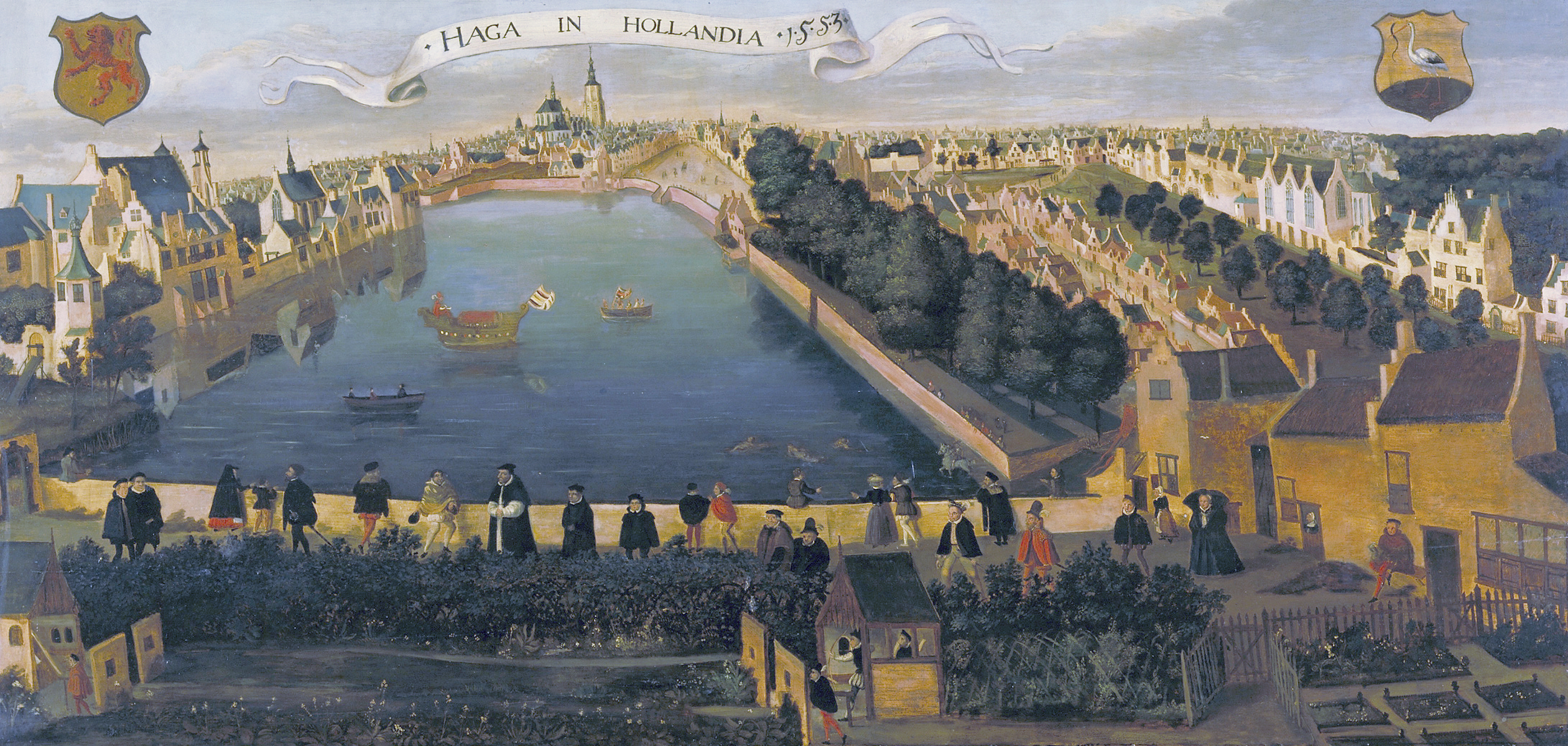
Den Haag 1553
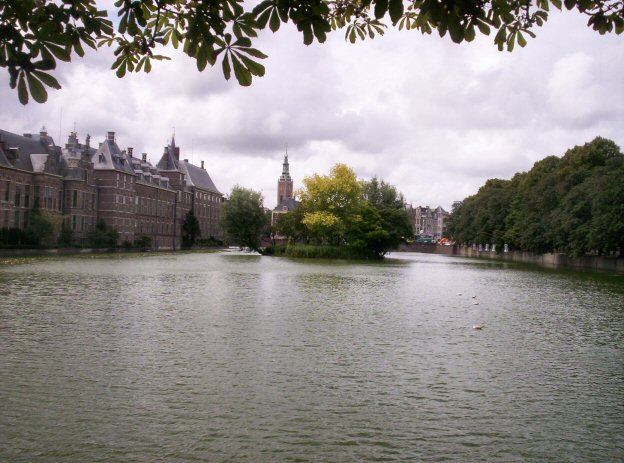
Den Haag 2000
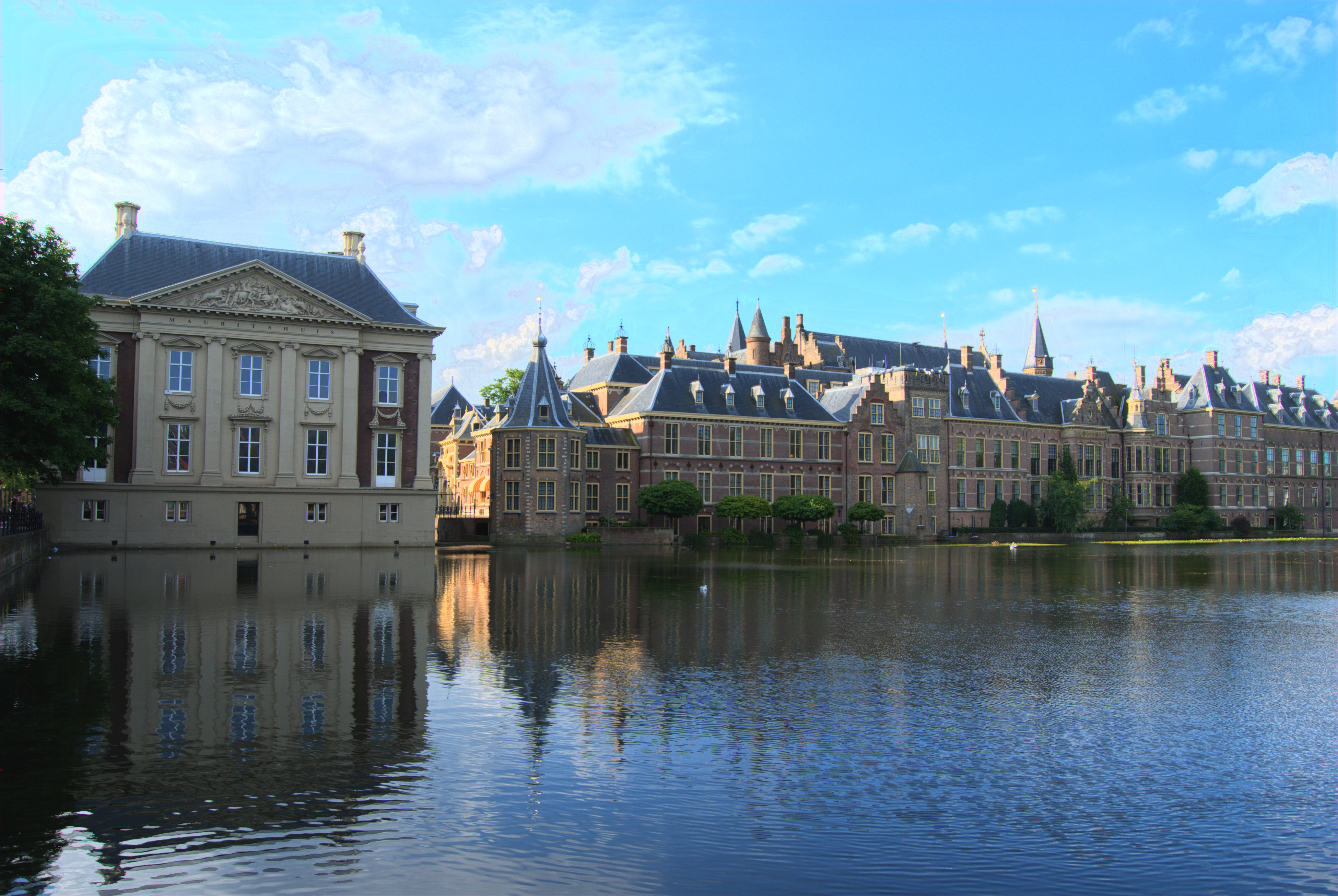
Nationales Regierungs- zentrum (r), Kunstmuseum Mauritshuis (l)
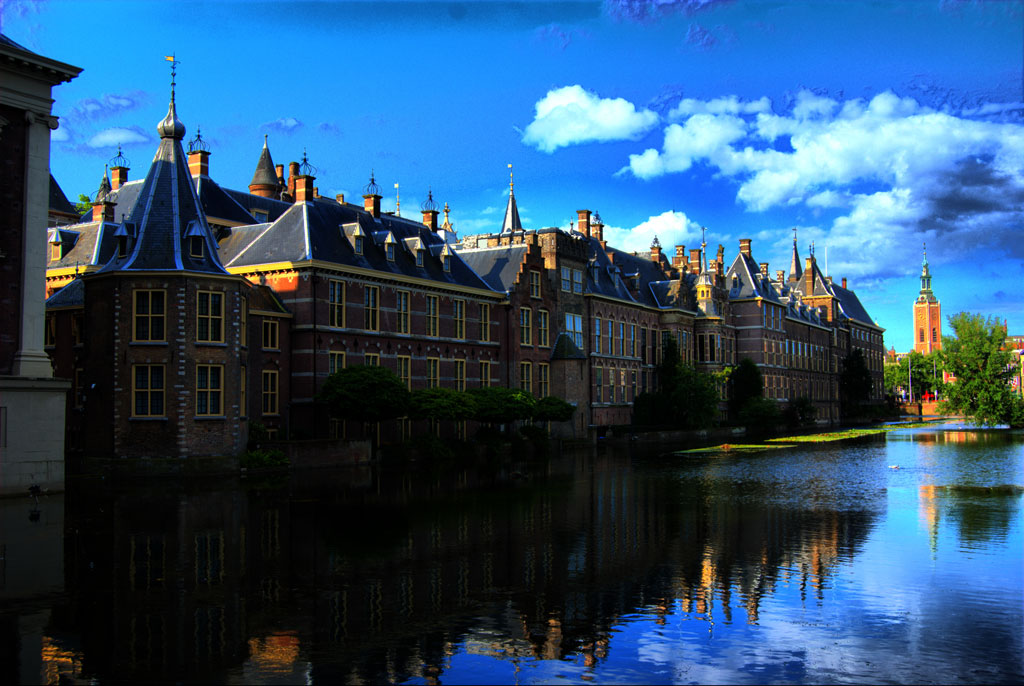
Kleiner Turm (l) ist der Sitz des Ministerpräsidenten
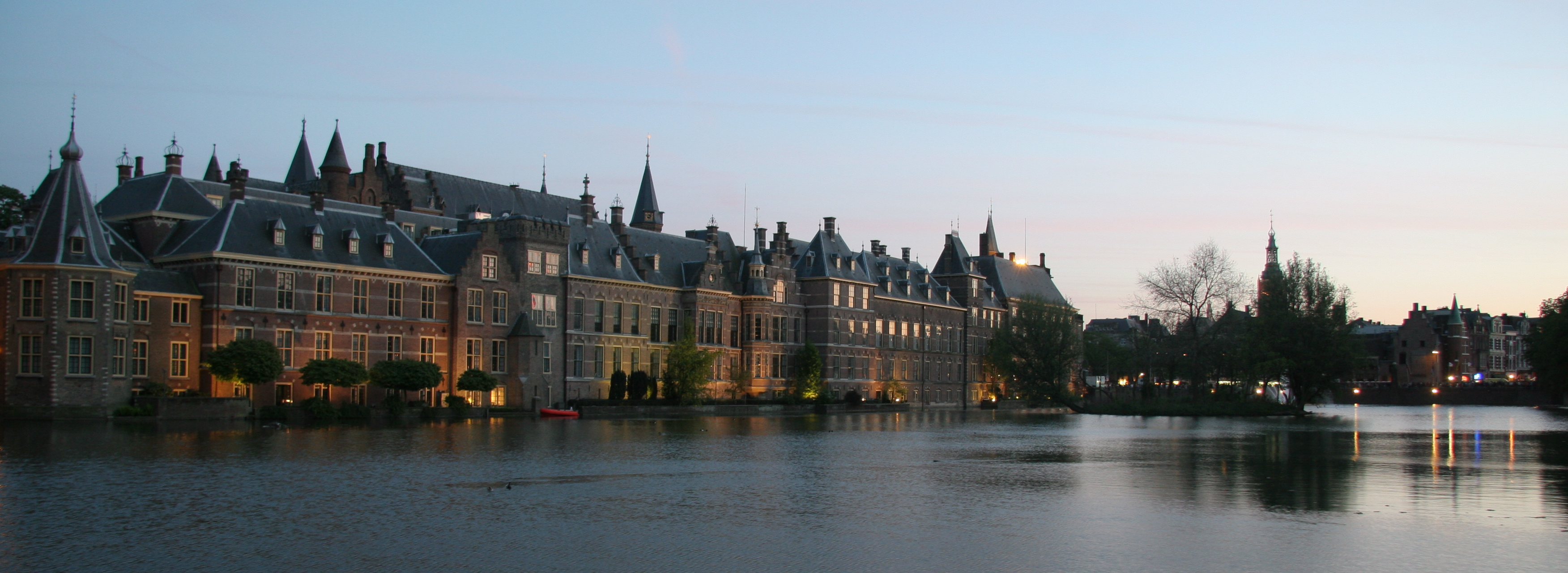
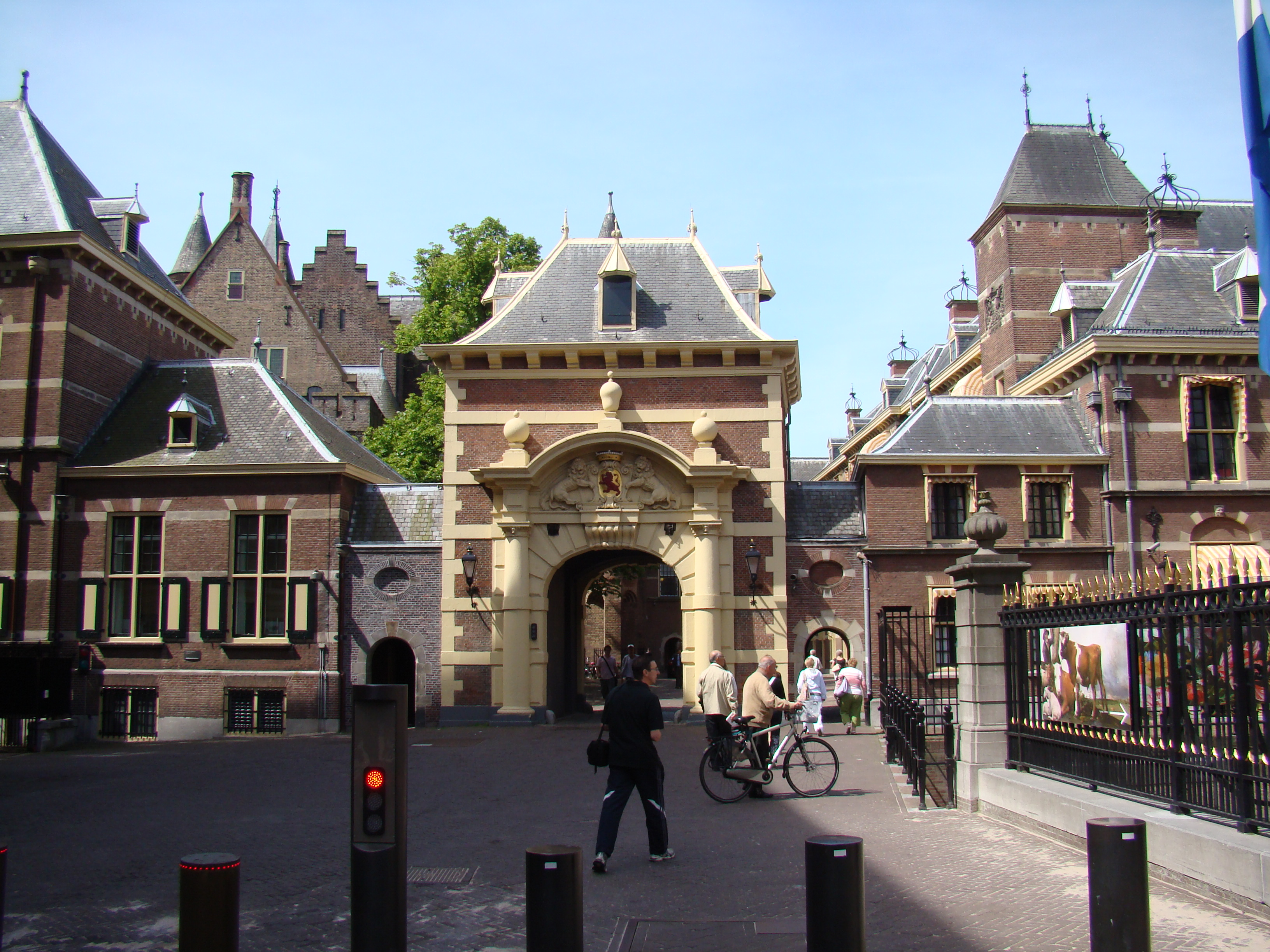
Eingang Regierungs- zentrum bei Het Plein (Der Platz), Nordseite
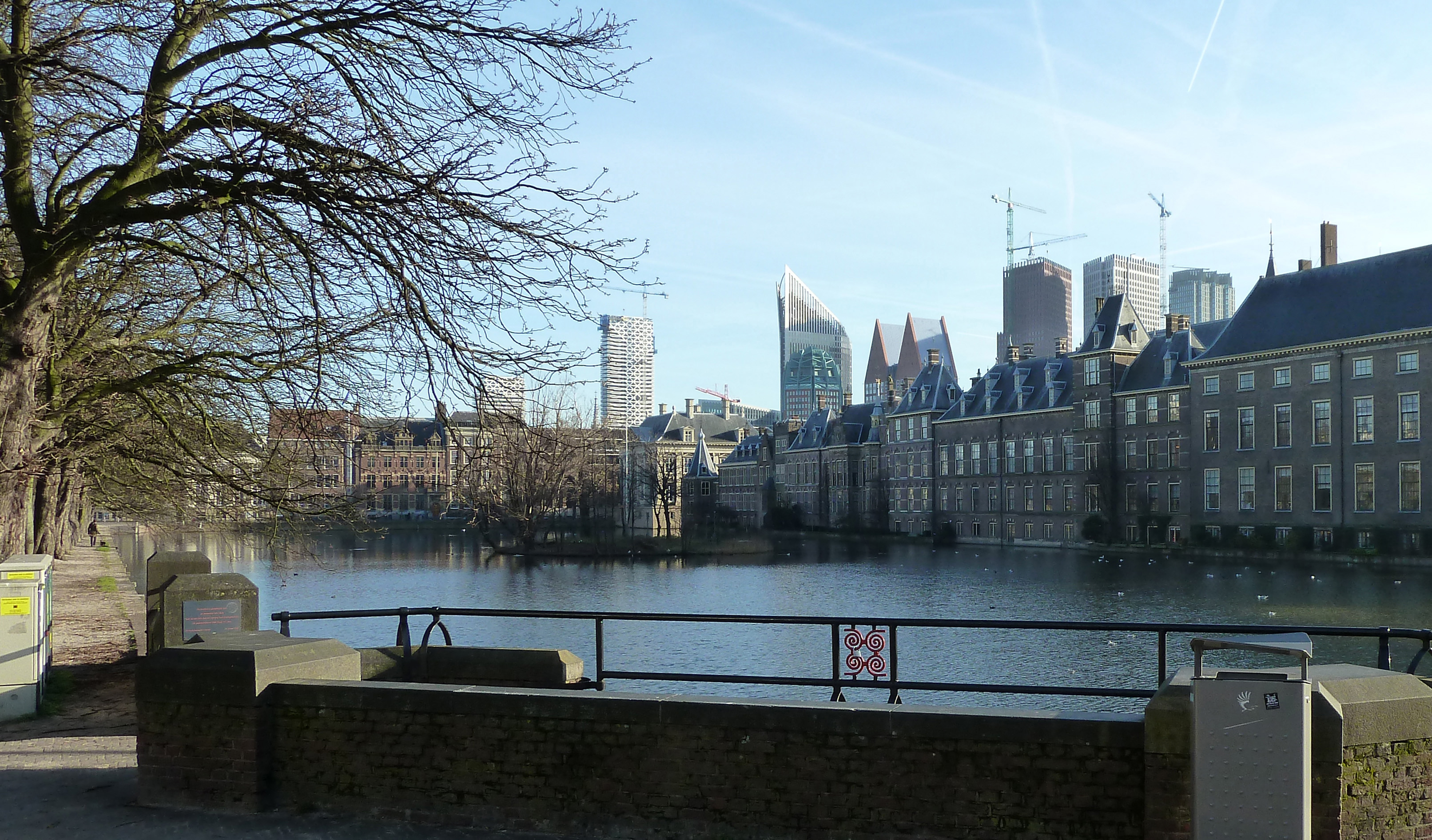
Den Haag 2012, historische Stadt und „Generic City“
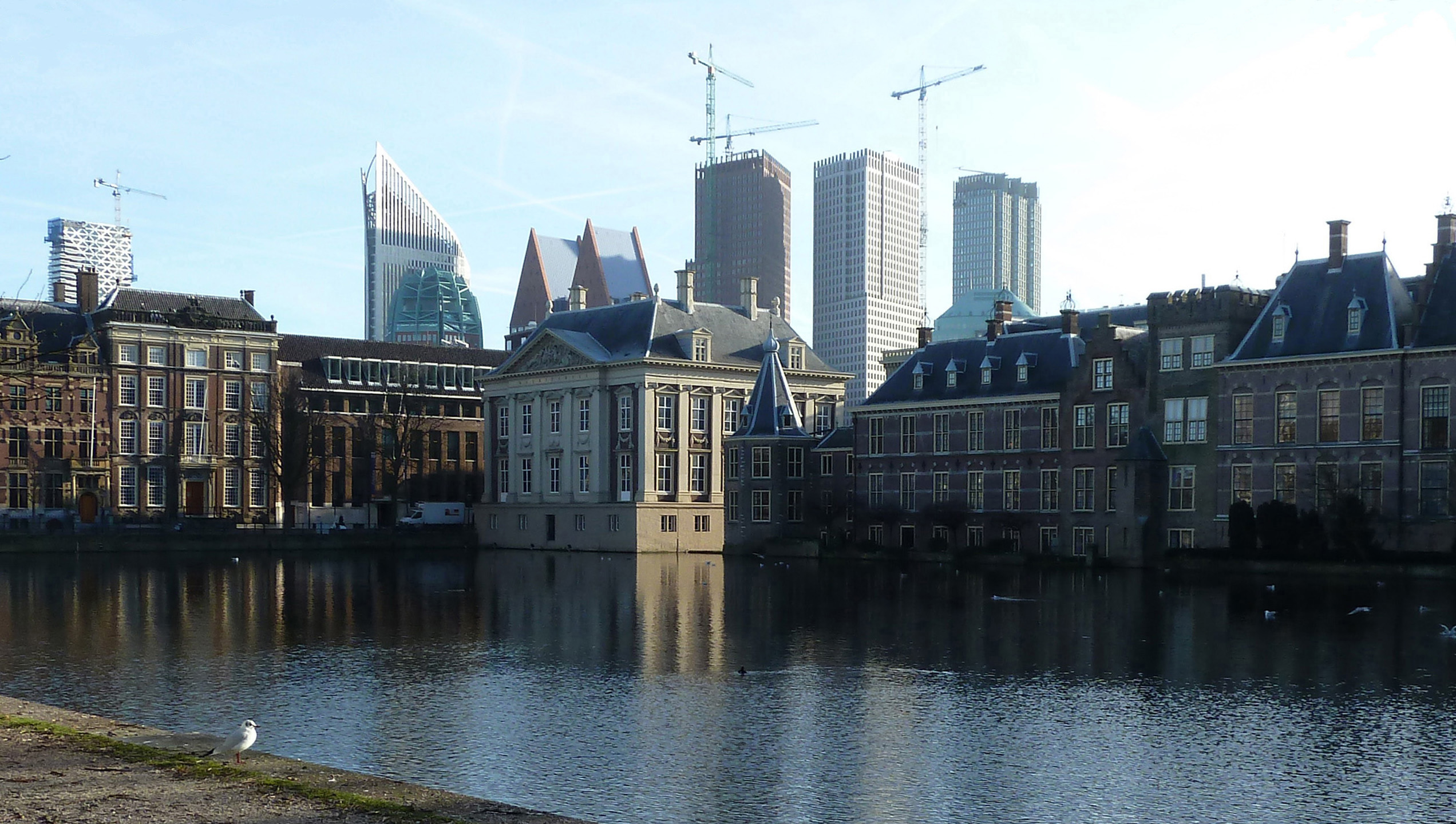
Kunstmuseum Mauritshuis (m) und „Generic City“
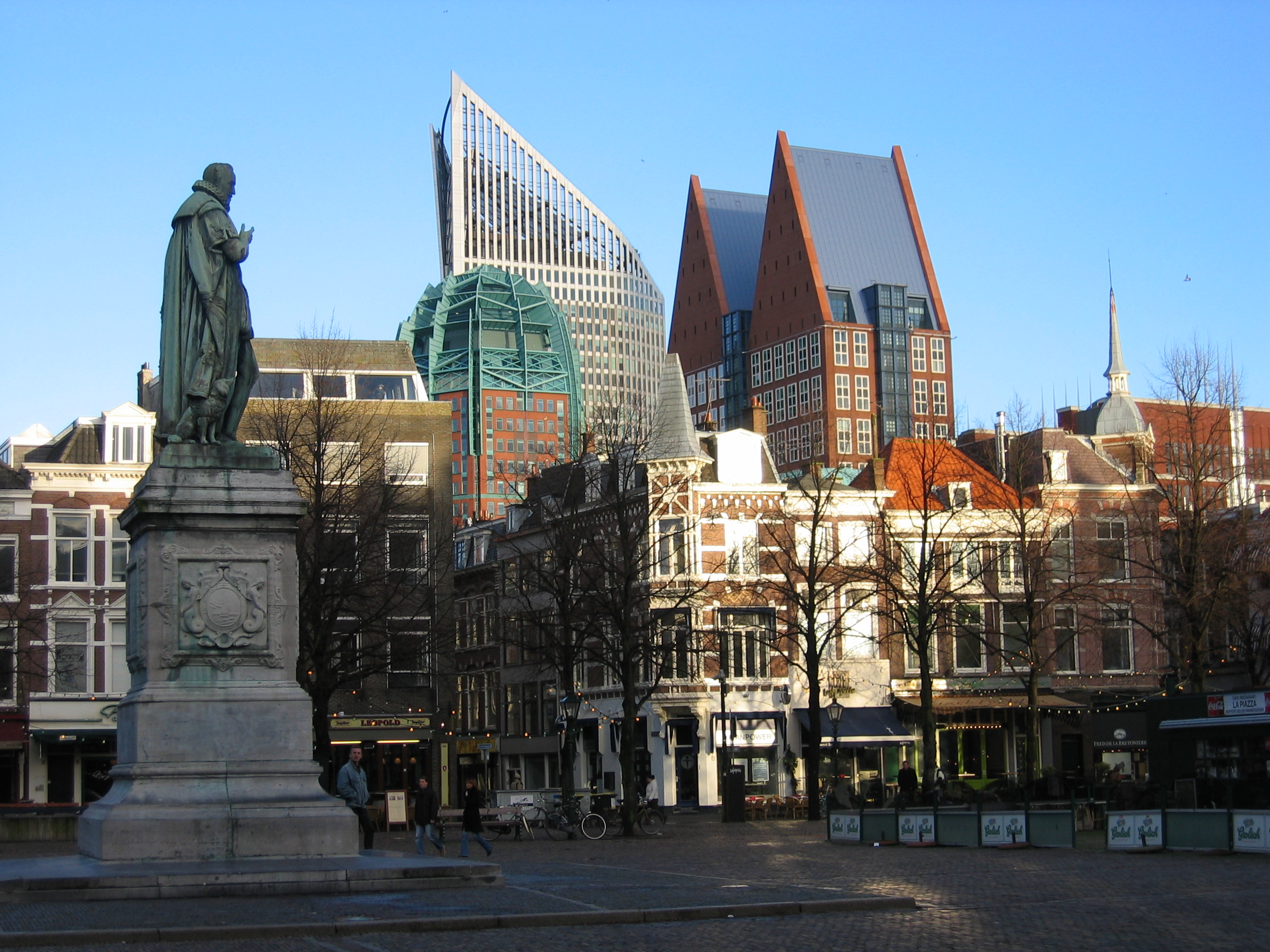
Het Plein, Ostseite, beim Regierungszentrum und „Generic City“
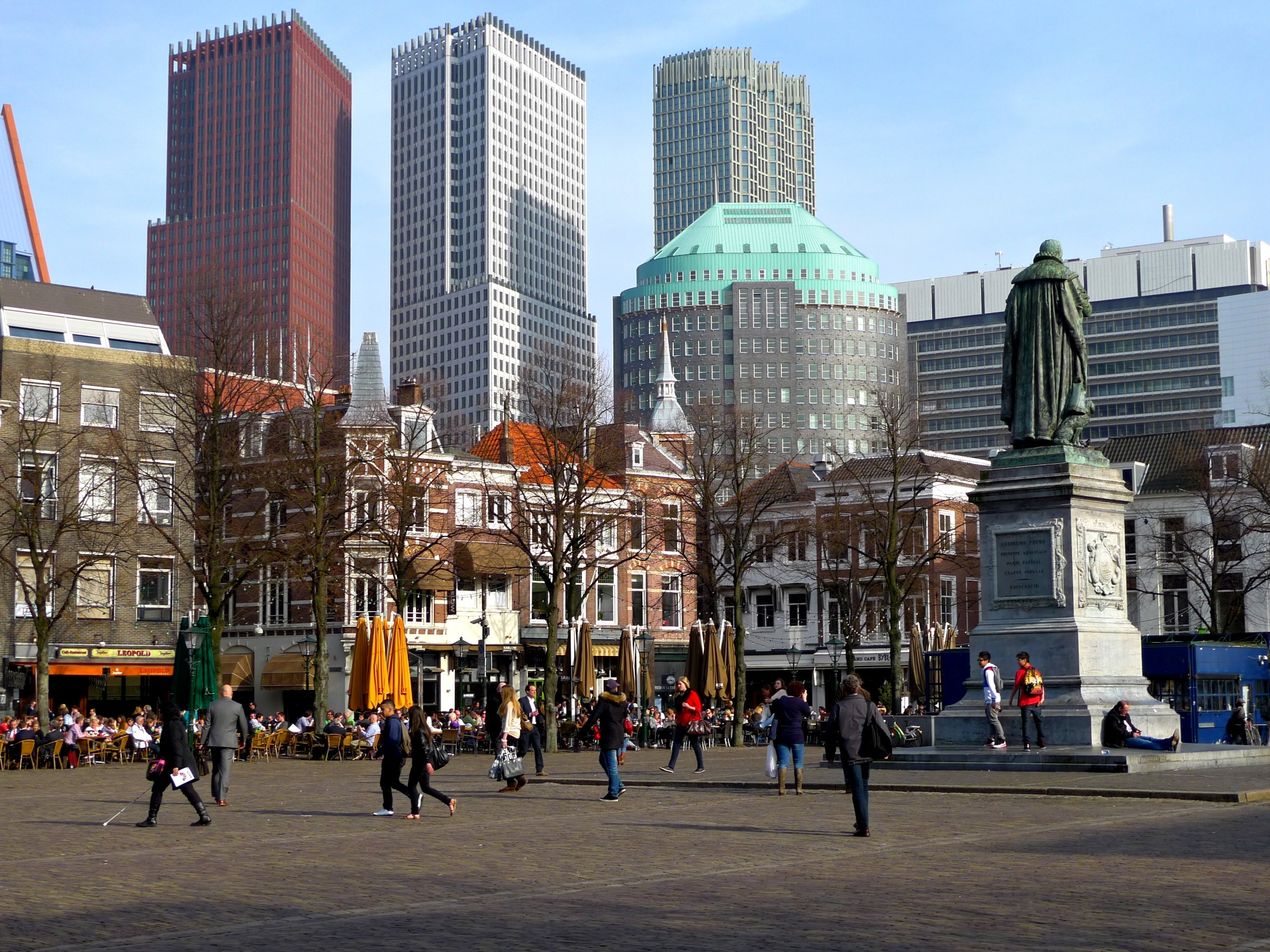
Het Plein, Südseite

### Antwerpen – Historisches Zentrum mit Traditionalismus
Wie oben erwähnt, sehen die Belgier ihre historischen Stadtzentren als Gesamtkunstwerk. Dabei weisen sie auf eine Verwandtschaft zwischen der historischen Altstadt und Gemälden von Rubens oder Rembrandt. Wenn diese Gemälde restauriert werden, dann geschieht das nicht im Mondrian-Stil, sondern in einer angepassten traditionalistischen Technik. Auf die Architektur und den Städtebau übertragen bedeutet das so viel, dass bei den historischen Stadtzentren die folgenden Eingriffe unerwünscht sind: kubistischer Baustil, XL-Architektur, Beschädigung der Silhouette, unangepasste Farb- und Materialwahl. Diese Eingriffe kommen bei den belgischen Stadtzentren nicht oder nur in beschränktem Maße vor. Auch bei der niederländischen Altstadt Amsterdam, die in die Reihe des UNESCO-Welterbes aufgenommen wurde, ist die gleiche Vorgehensweise zu sehen. Amsterdam ist sich bewusst, dass das historische Zentrum einen anderen städtebaulichen Umgang erfordert als zum Beispiel bei der Grid-Stadt Manhattan.

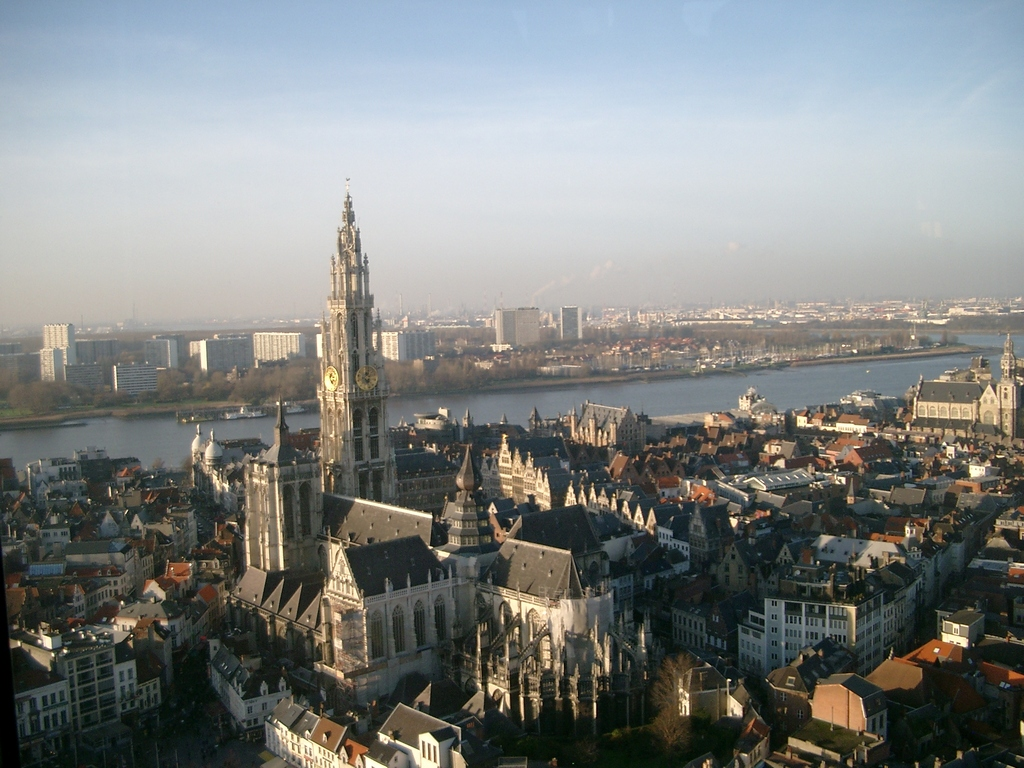
Antwerpen an der Schelde
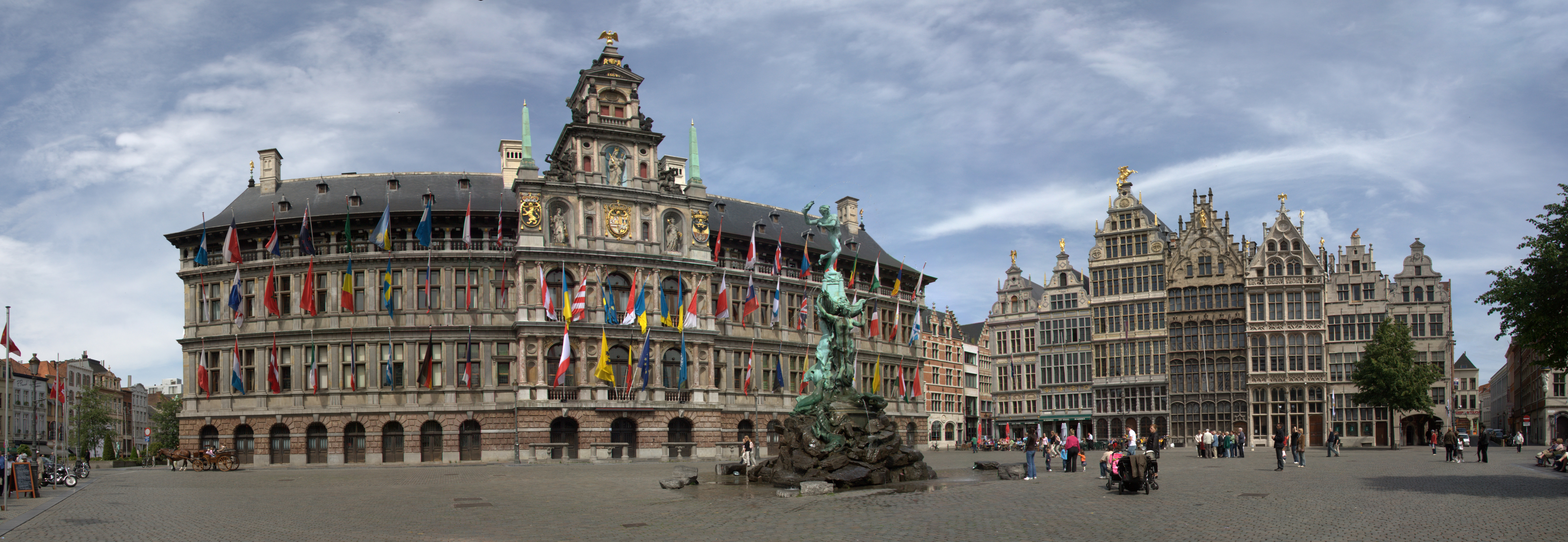
Stadthaus am Großen Markt
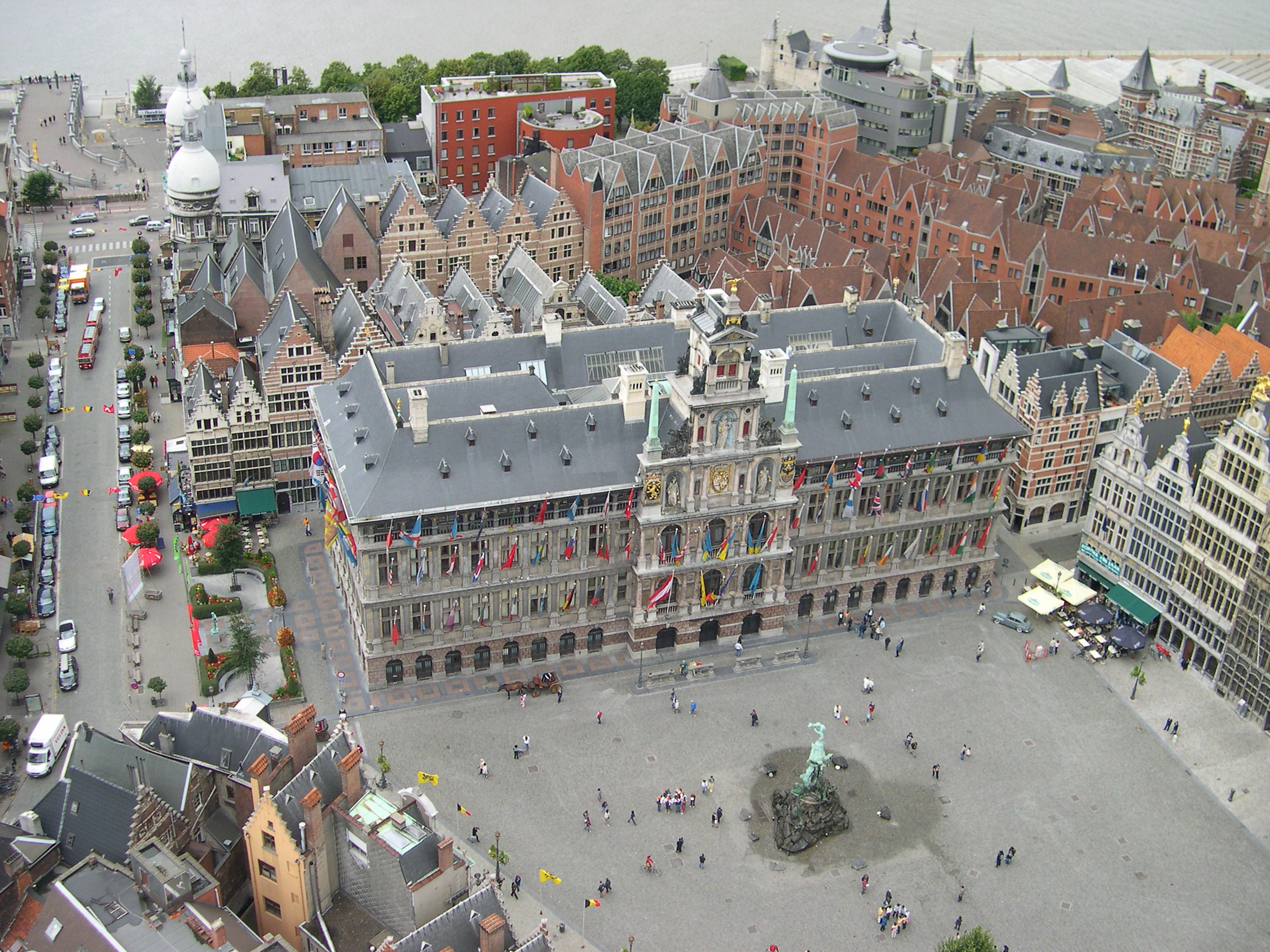
Antwerpen heute, historische Stadt und Traditionalismus
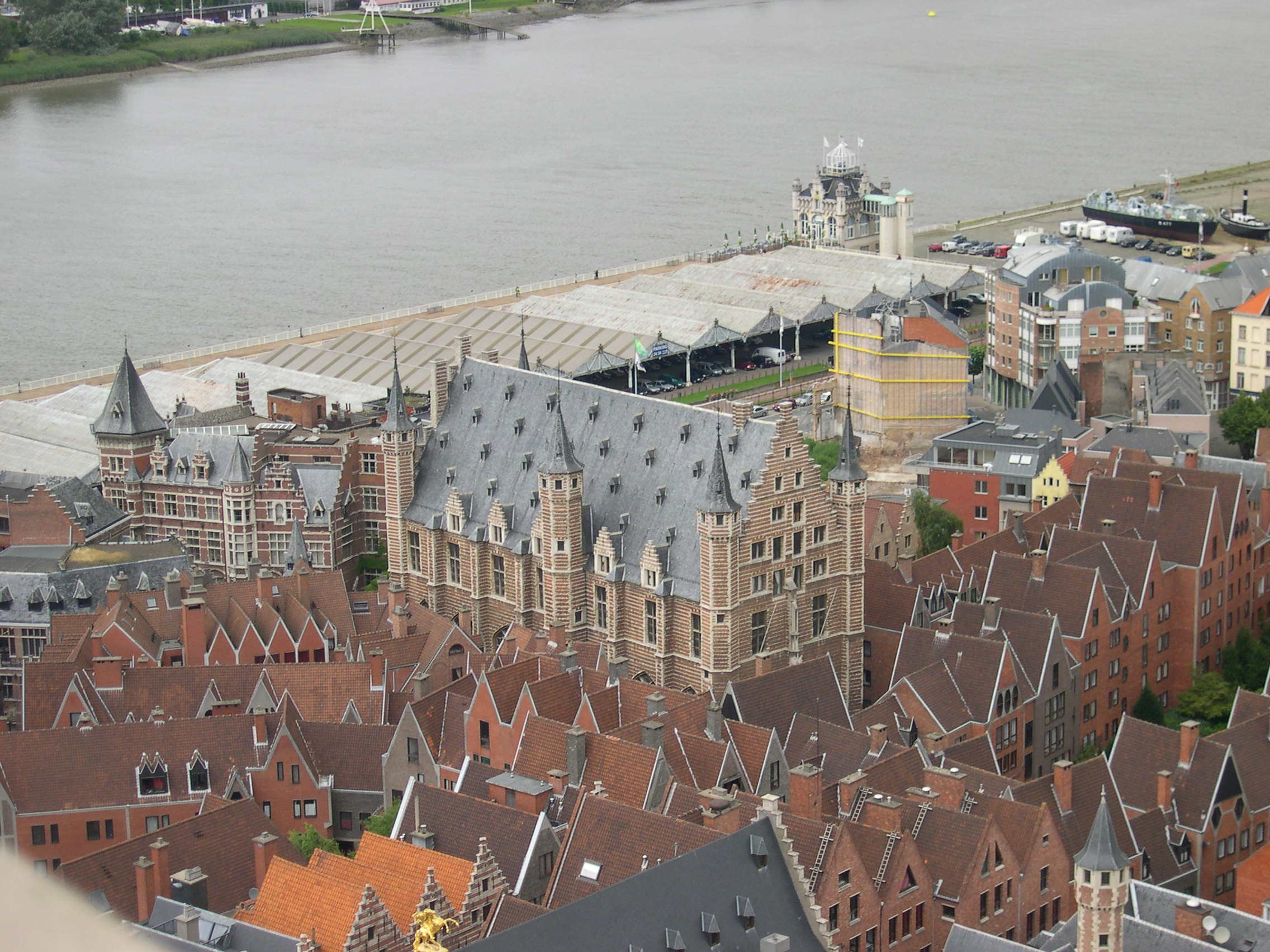
Historische Stadt und Traditionalismus
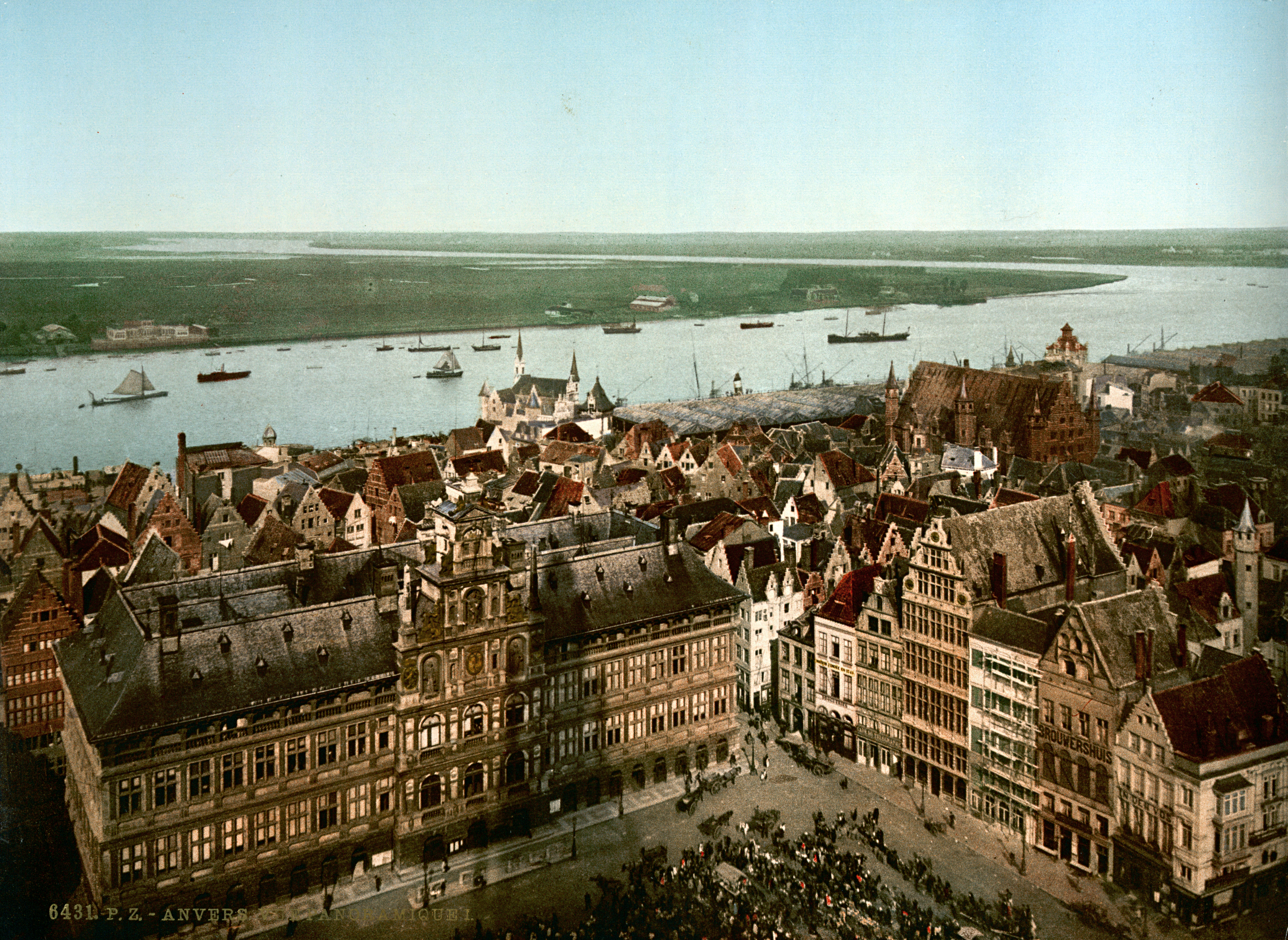
Antwerpen ca. 1890–1900

### Muttenz – Integration von Baustilen verschiedener Zeitepochen
Muttenz ist eine Industriestadt östlich von Basel mit 18'000 Einwohnern. Das hier behandelte Gemeindezentrum aus dem Jahr 1970 befindet sich am Kirchplatz des historischen Dorfkerns. Das Projekt war lange Zeit umstritten, sowohl in Heimatschutz- als auch in Architektenkreisen. Heute wird es als architektonische Pionierleistung bezeichnet. Der Architekt Rolf Keller in Zusammenarbeit mit Fritz Schwarz erkannte damals, dass sich ein historischer Baustil vielfach schlecht verträgt mit dem kubistischen Baustil der modernen Architektur. Um ein harmonisches Gebäude-Ensemble zu erreichen, wurden Voraussetzungen für den Entwurf entwickelt „aufgrund eines genauen Studiums der Merkmale der Muttenzer Bauernhäuser“ (Google Maps: Muttenz Kirchplatz). Ein weiteres bekanntes Projekt von Rolf Keller mit Architekten Esther und Rudolf Guyer, Manuel Pauli, Fritz Schwarz und Guhl-Lechner-Philipp Architekten ist die Siedlung „Seldwyla“ in Zumikon.
Bei der Wohnsiedlung Sandberg in Biberach hatte Rolf Keller die künstlerische Oberleitung, wobei die Handschriften verschiedener Architekten zum Ausdruck kommen. Zur städtebaulichen Gestaltung in Biberach sagte Keller: „Analog zu eindrücklichen alten Städten, die wie aus einem Guss wirken, soll auch hier, auf dem Sandberg, durch wenige Materialien (naturrote Ziegeldächer, weißer Putz, sparsamer Umgang mit Farben) ein harmonisch abgestimmtes Ganzes entstehen. Solche stadtgestalterische Vorgaben sollen einen prägnanten Stadtraum sicherstellen oder – zusammengefasst – Vielfalt in der Einheit ermöglichen.“
Interessant ist der Vergleich der architektonischen Formensprachen von Rolf Keller und Rob Krier. Während man bei Krier von einem historisierenden Traditionalismus sprechen kann, geben die Bauten von Rolf Keller den Eindruck eines modernen oder zeitgenössischen Traditionalismus.

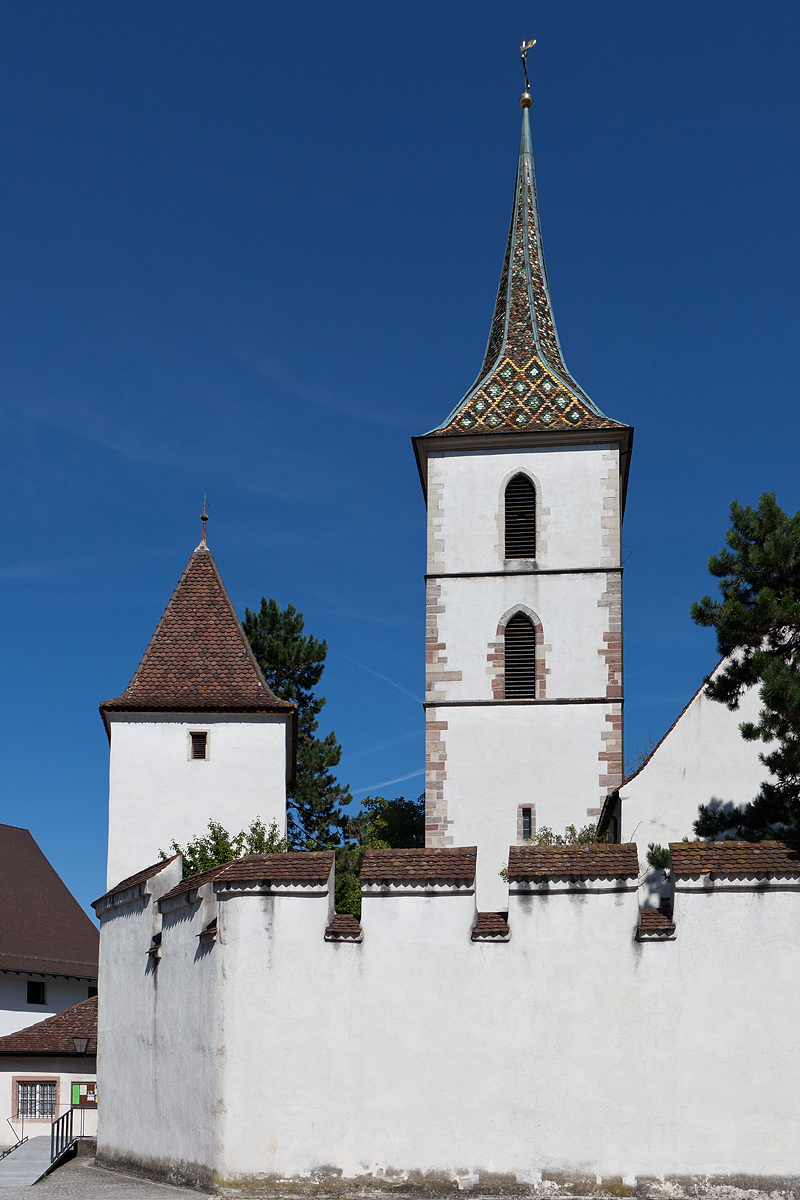
Muttenz bei Basel, Wehrkirche St. Arbogast am Kirchplatz
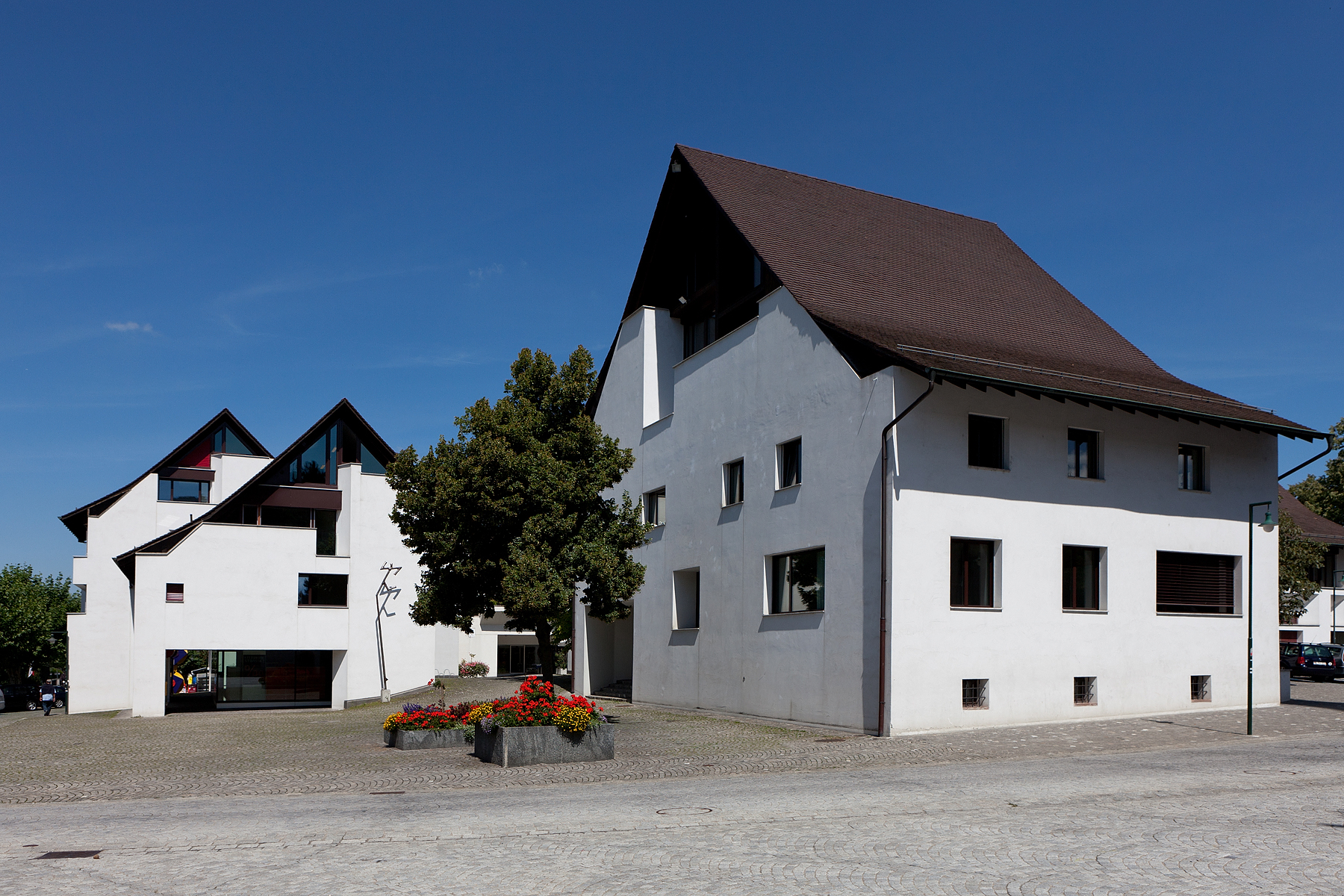
Muttenz, Gemeinde- zentrum am Kirchplatz, 1970 (Rolf Keller und Fritz Schwarz)

## Beispiele in den Niederlanden (20. und 21. Jahrhundert)

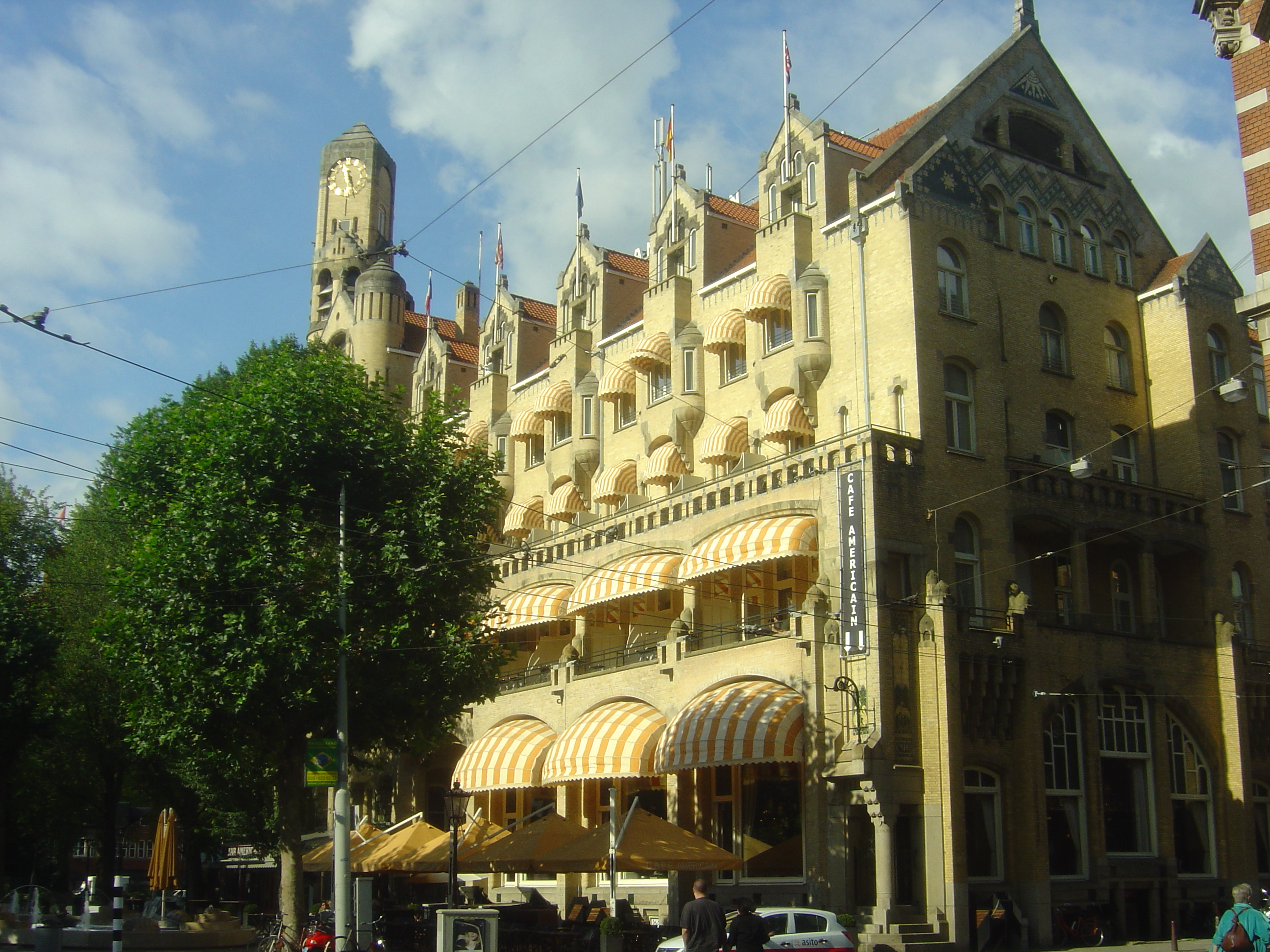
Hotel und Café Américain in Amsterdam, 1898–1902 (Willem Kromhout)
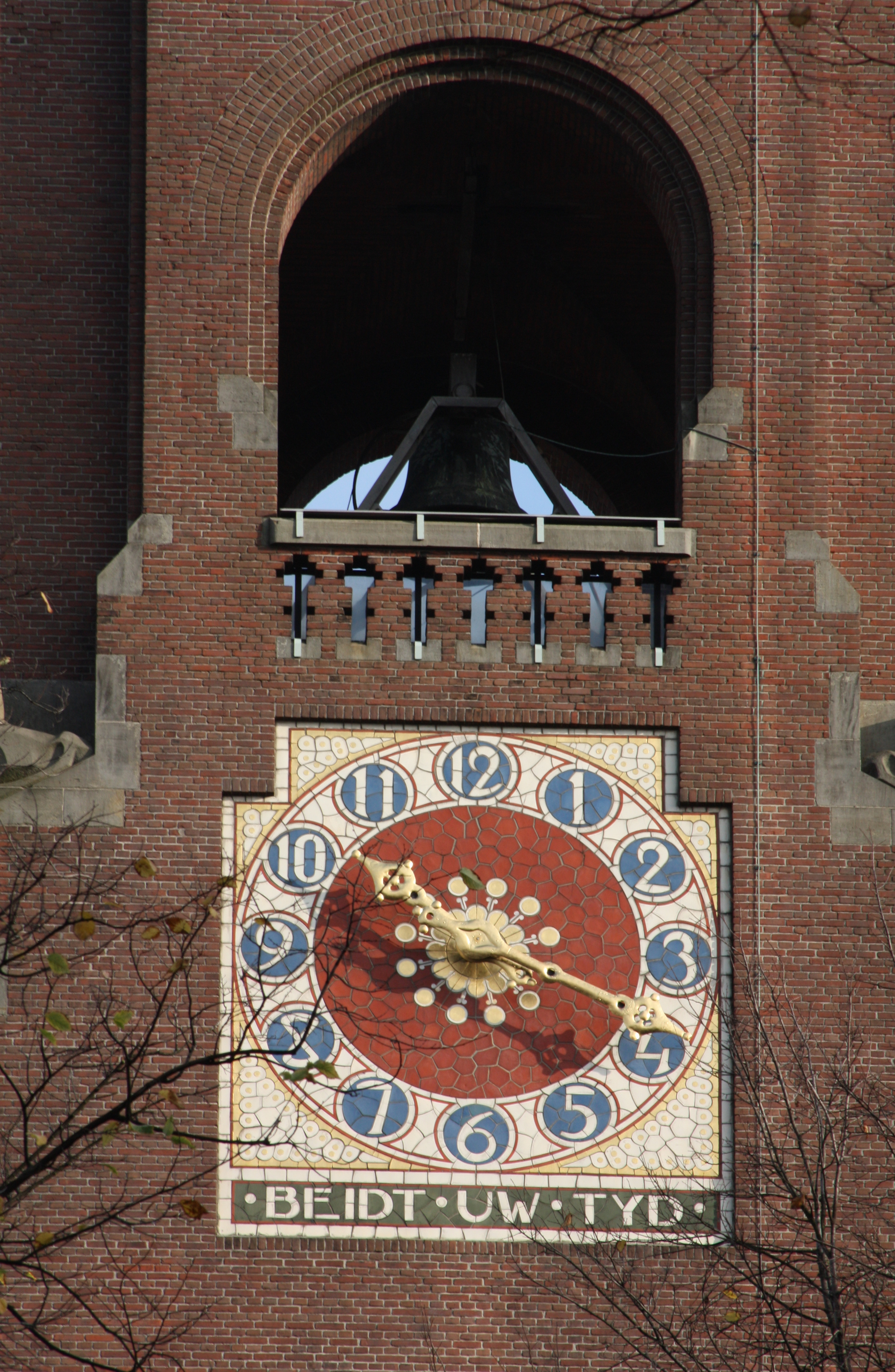
Börse in Amsterdam, 1896–1903 (Berlage)
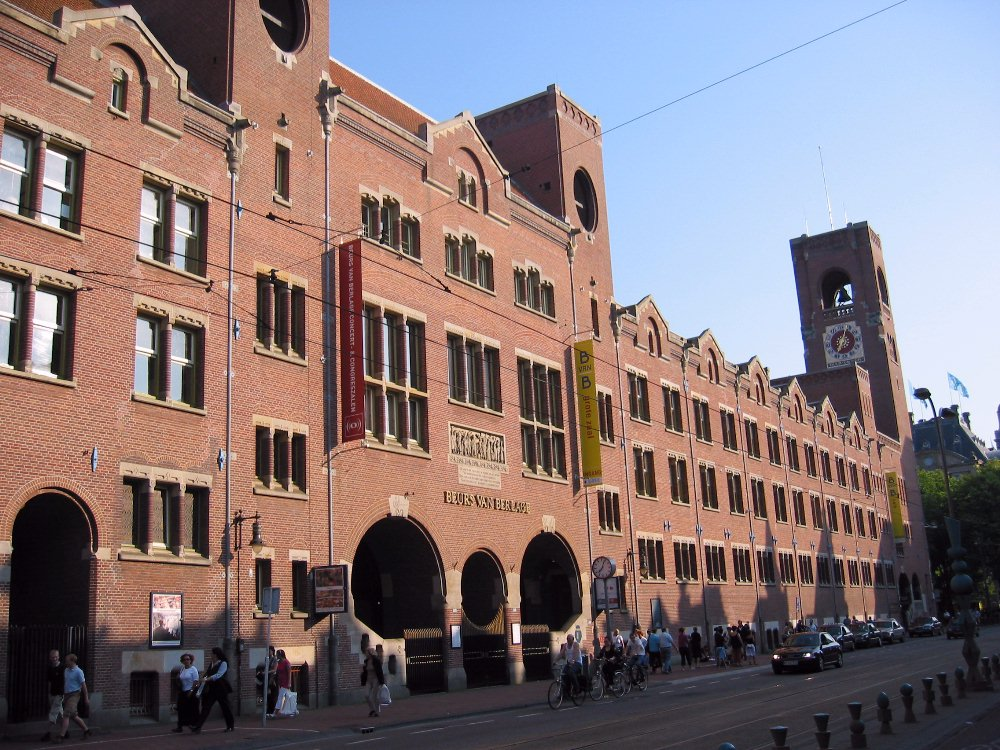
Börse in Amsterdam
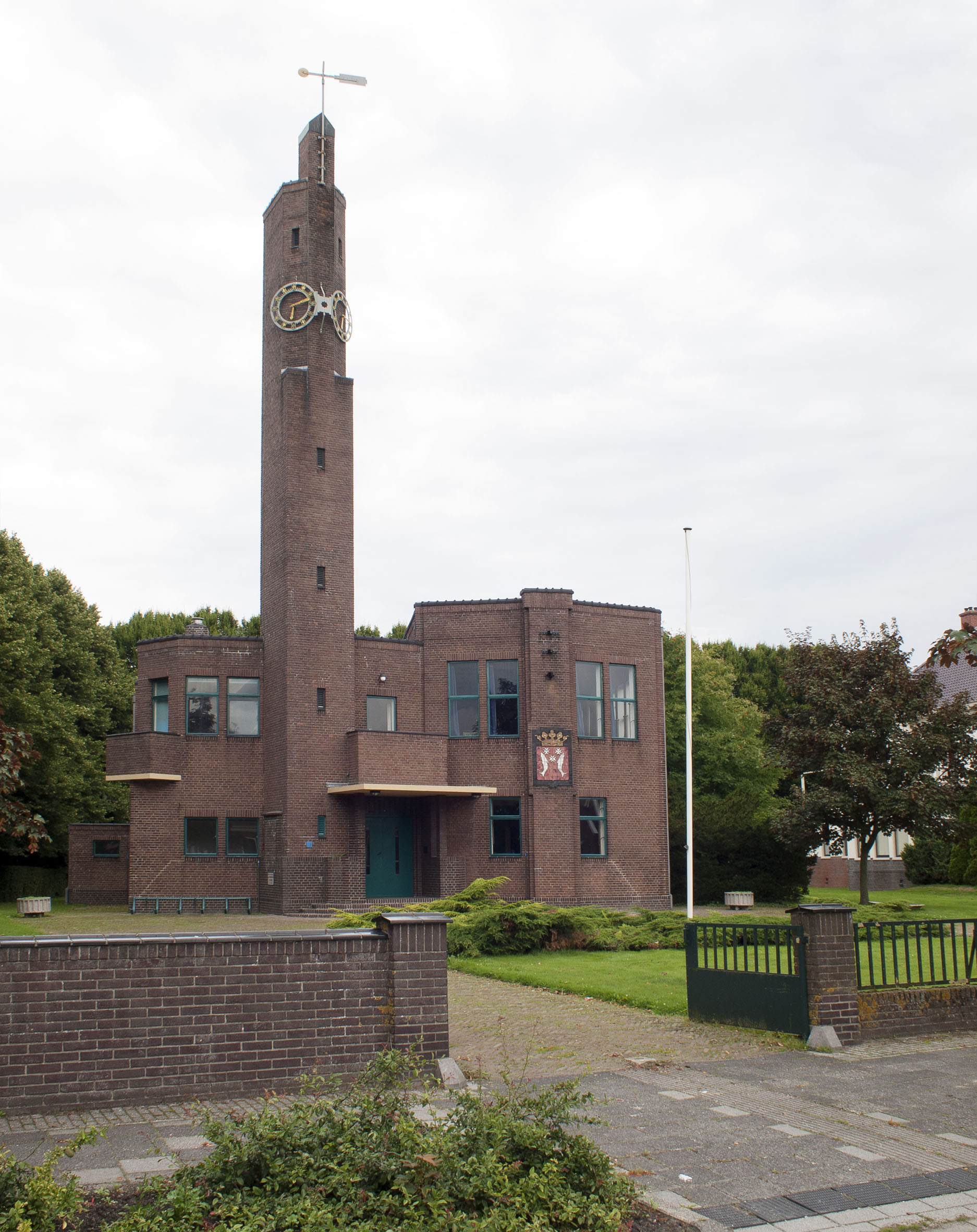
Gemeindehaus in Usquert, 1928–30 (Berlage)
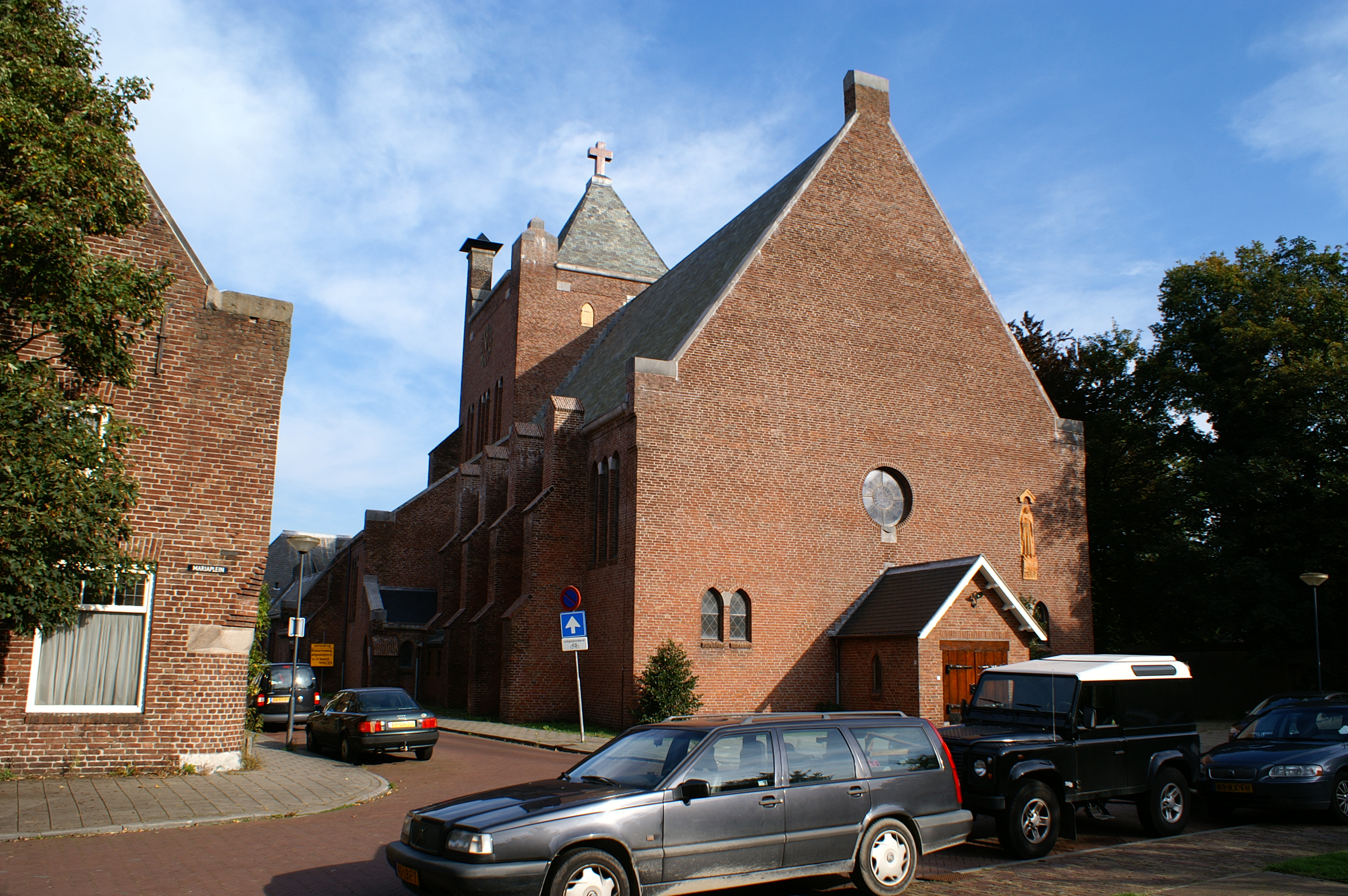
Kirche am Mariaplein in Vught, 1933–34 (Alexander Kropholler)
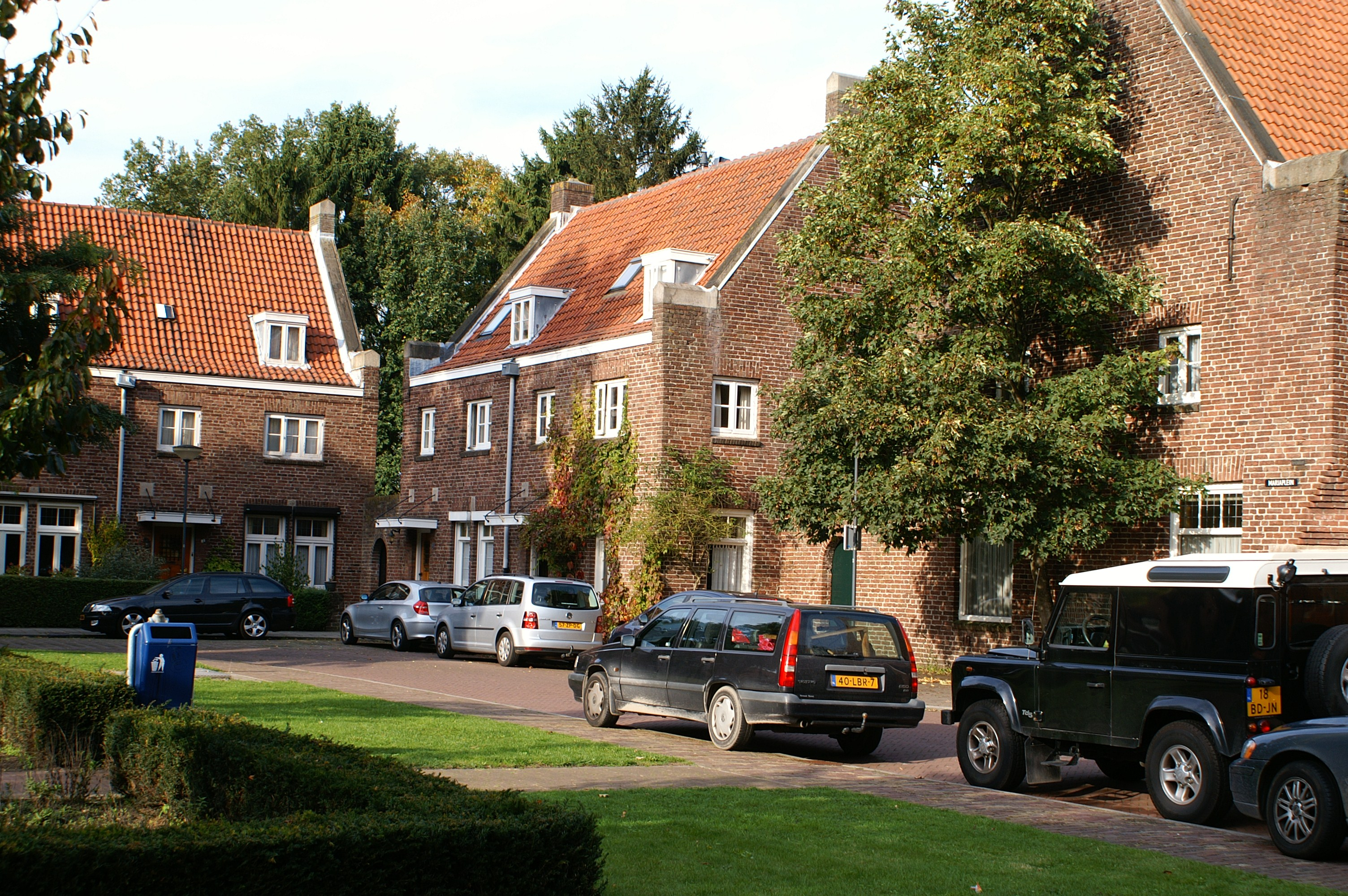
Wohnsiedlung am Maria- plein in Vught, 1933–34 (Alexander Kropholler)
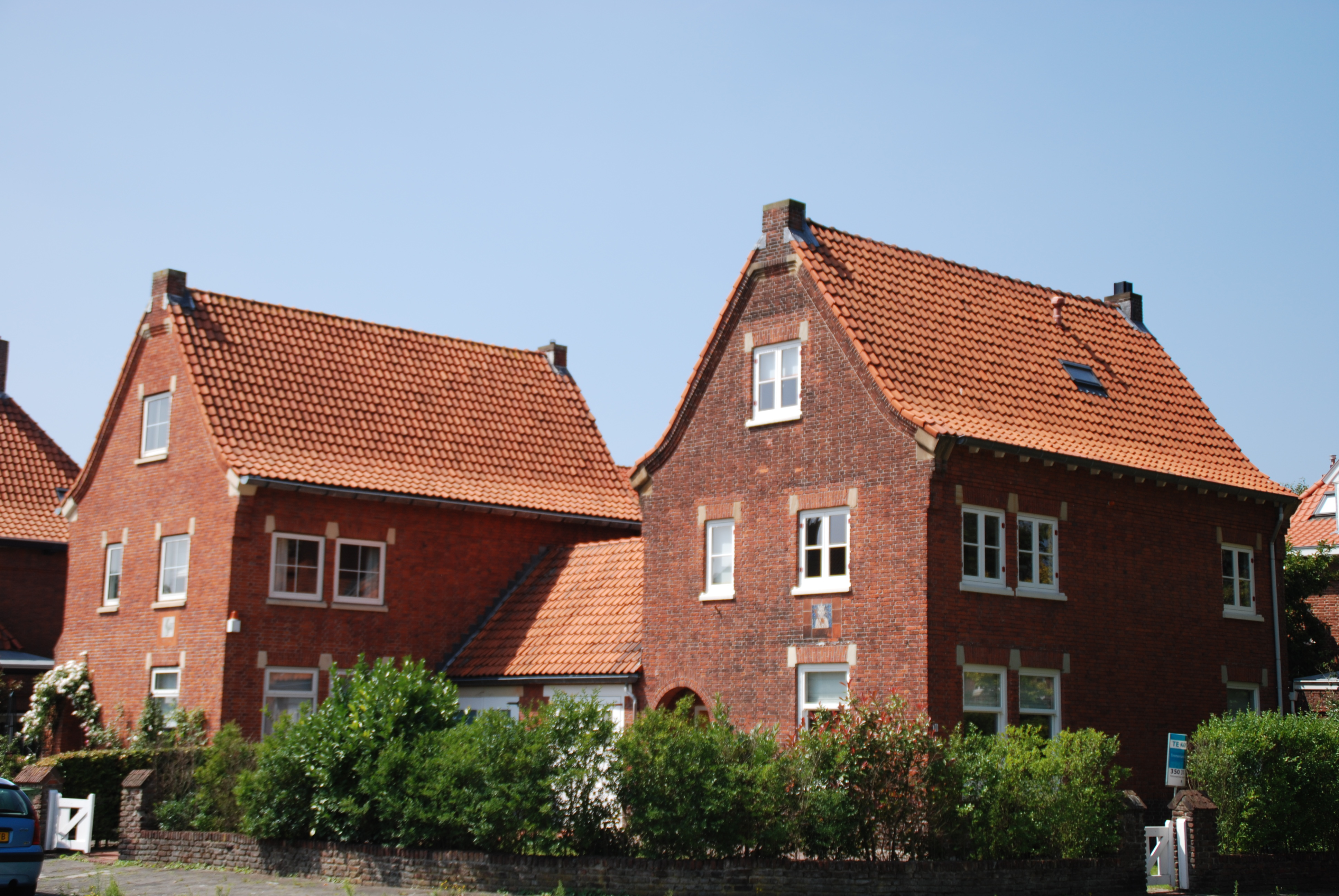
Wohnsiedlung Kwartel- laan in Den Haag, 1927–28 (Alexander Kropholler)
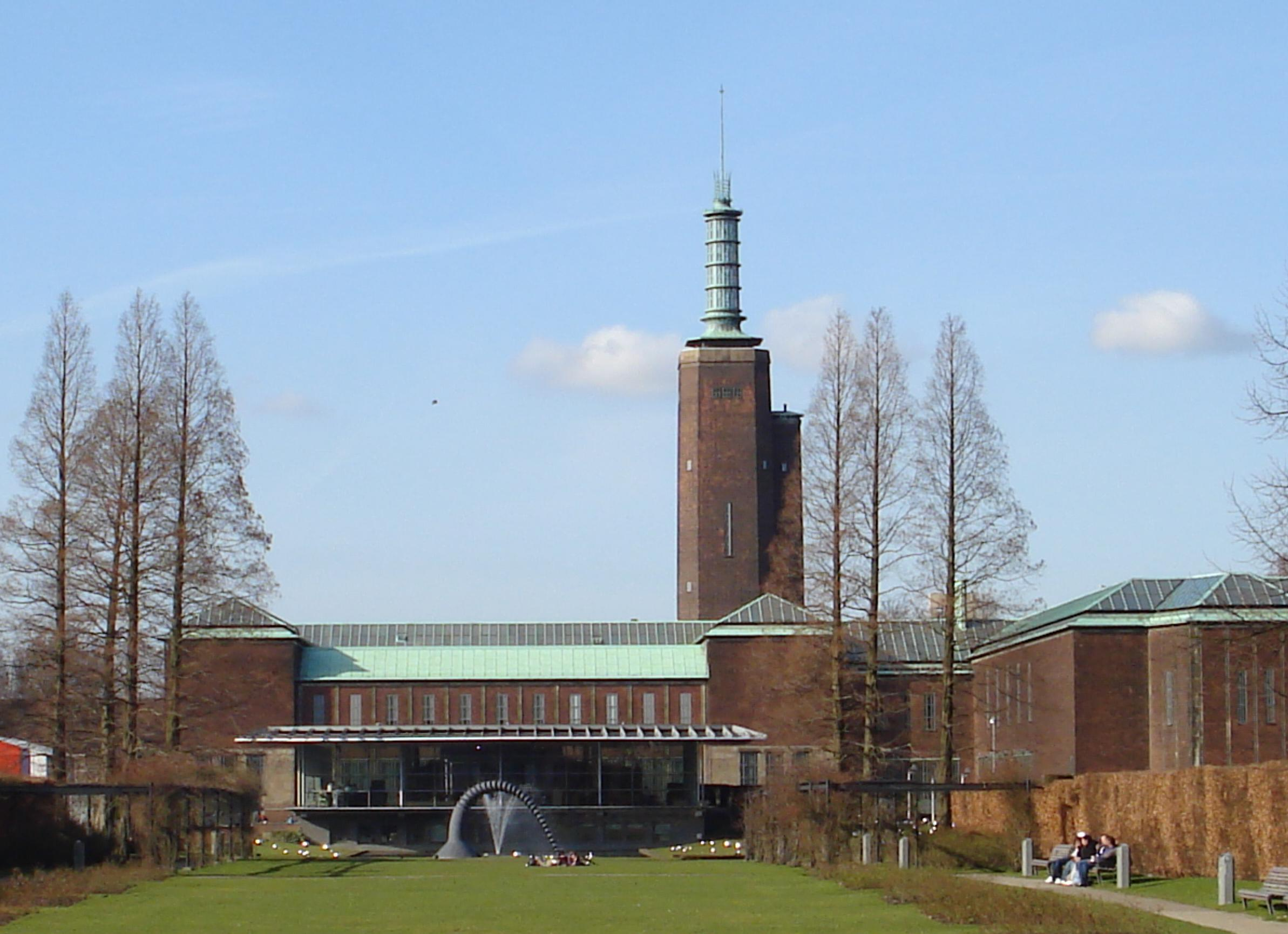
Museum Boijmans in Rotterdam, 1935 (Adrianus van der Steur)
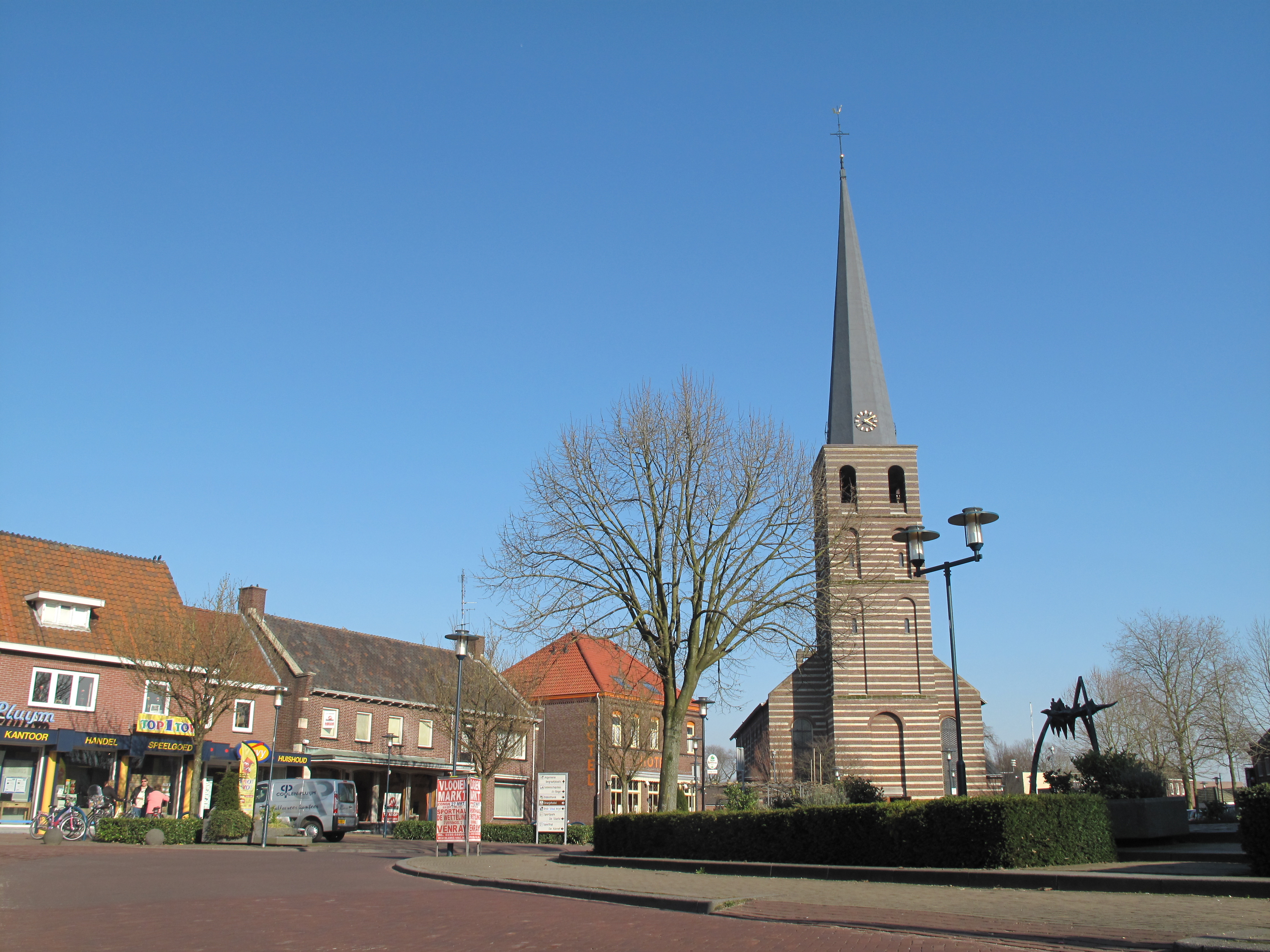
Kirche St. Nicolaas in Meijel, 1955 (Frits Peutz)
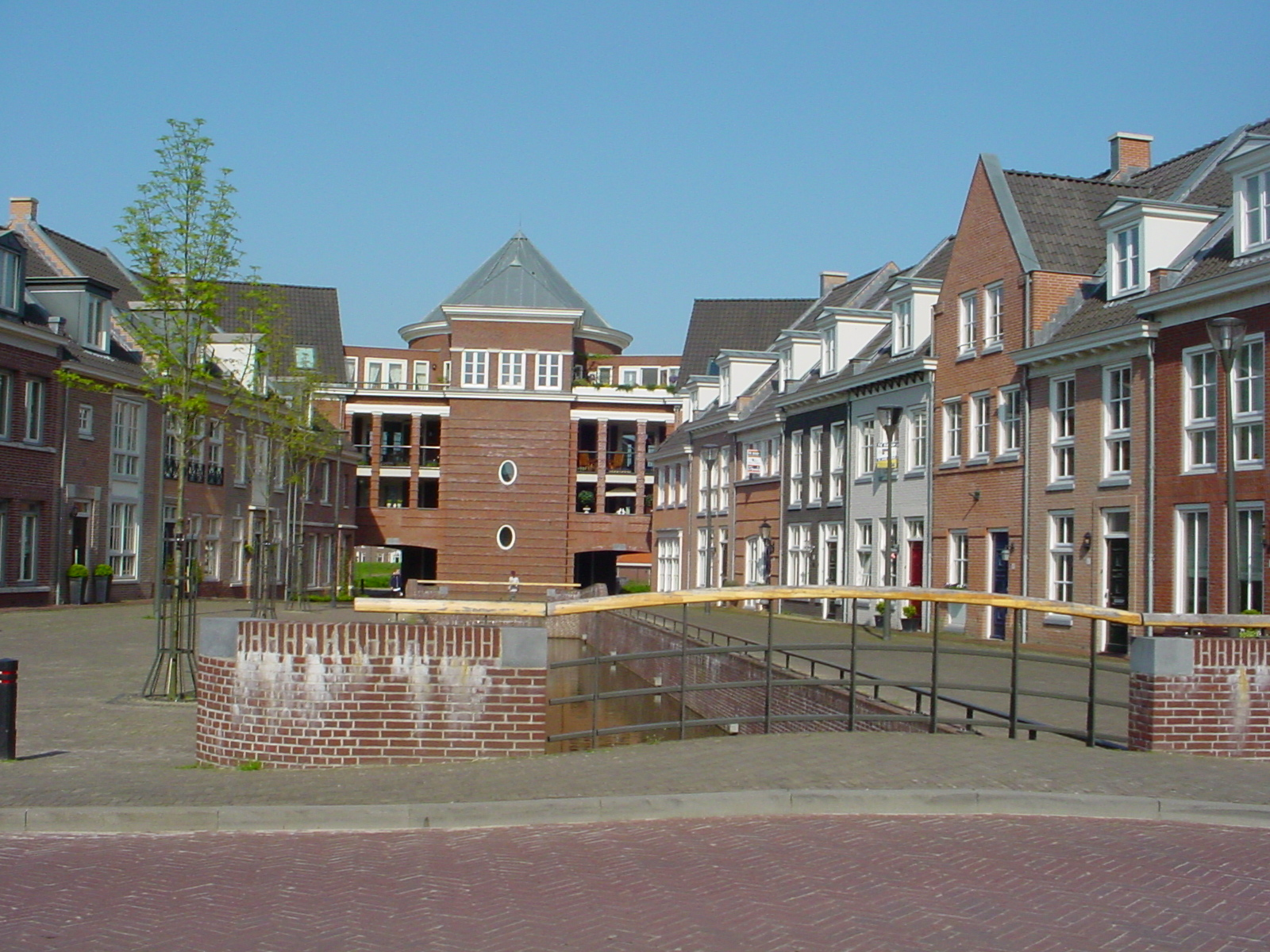
Brandevoort in Helmond, Dorfskern „De Veste“, 2005 (Rob Krier und Christoph Kohl)
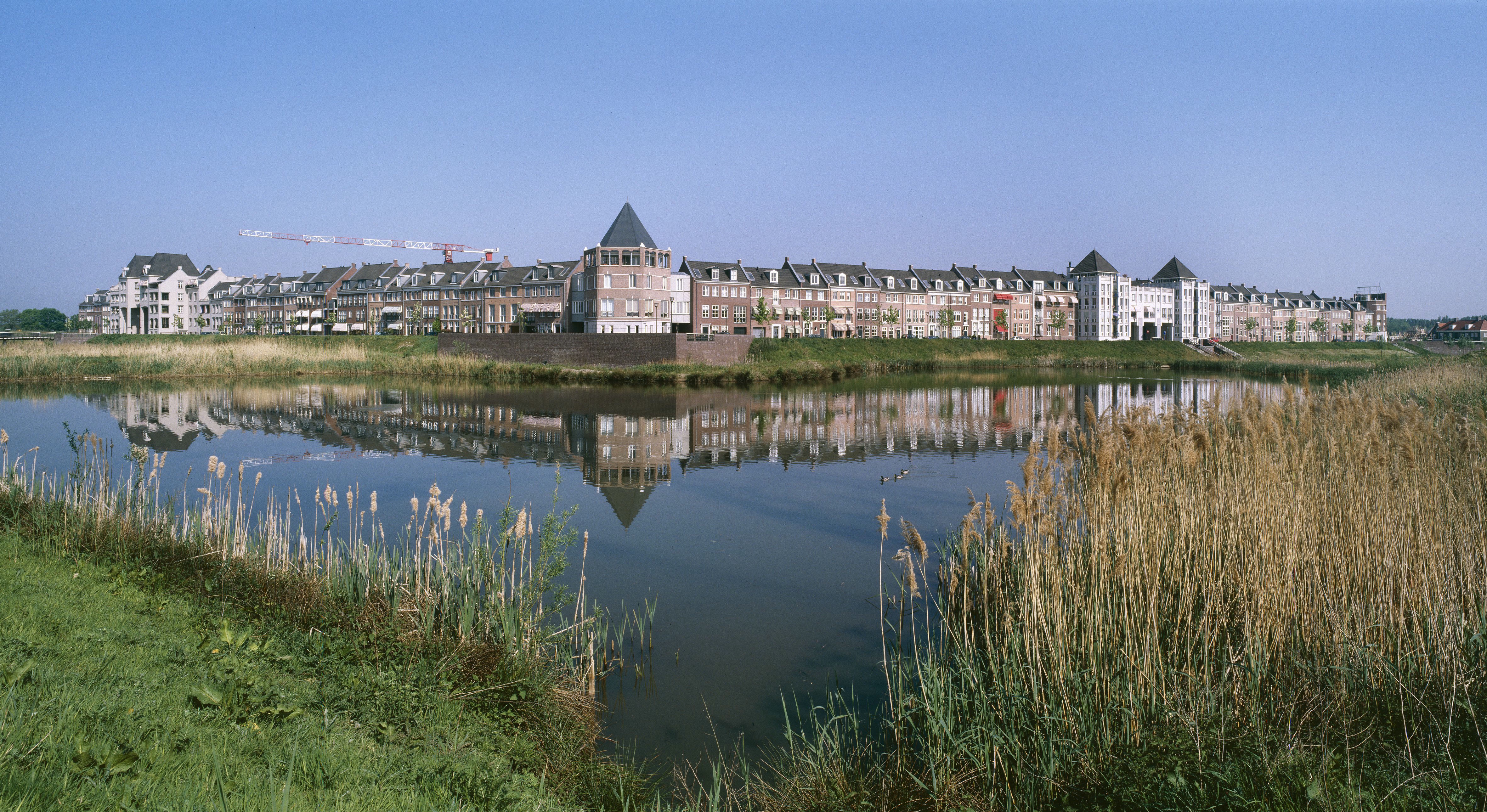
Brandevoort in Helmond Wohnsiedlung (Rob Krier und Christoph Kohl)
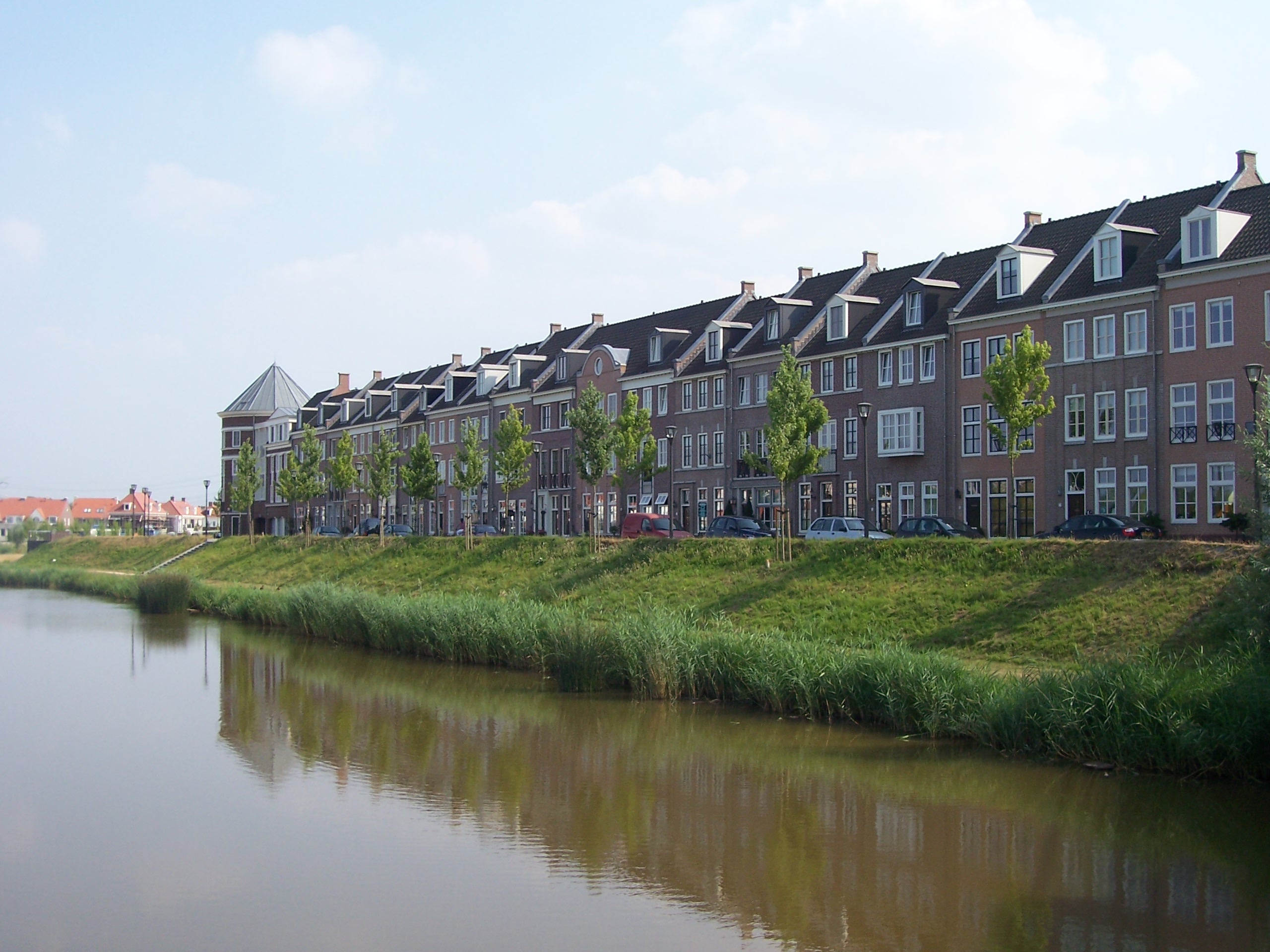
Brandevoort (Rob Krier und Christoph Kohl)
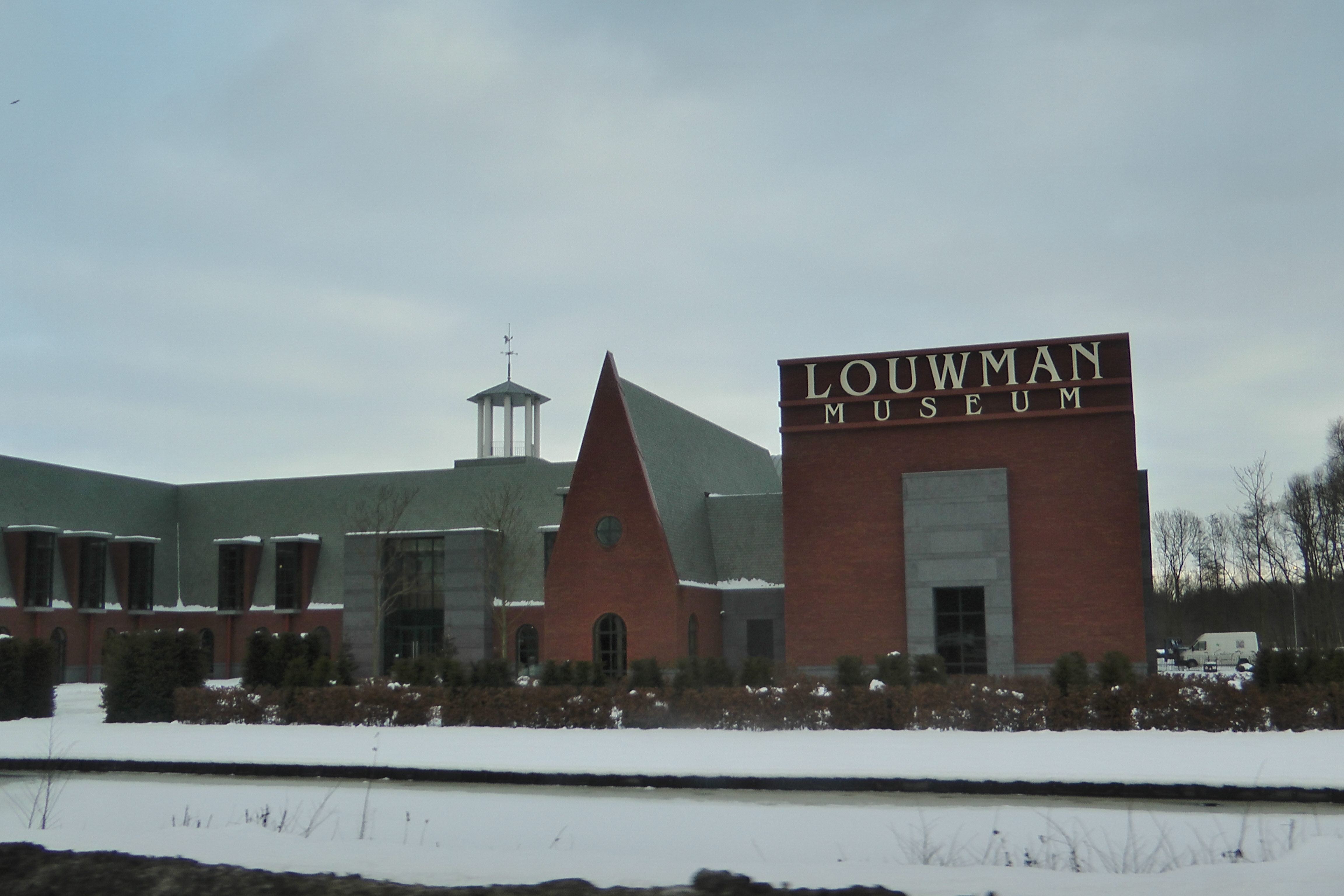
Automuseum Louwman in Den Haag, 2010 (Michael Graves)

## Beispiele in Deutschland und der Schweiz

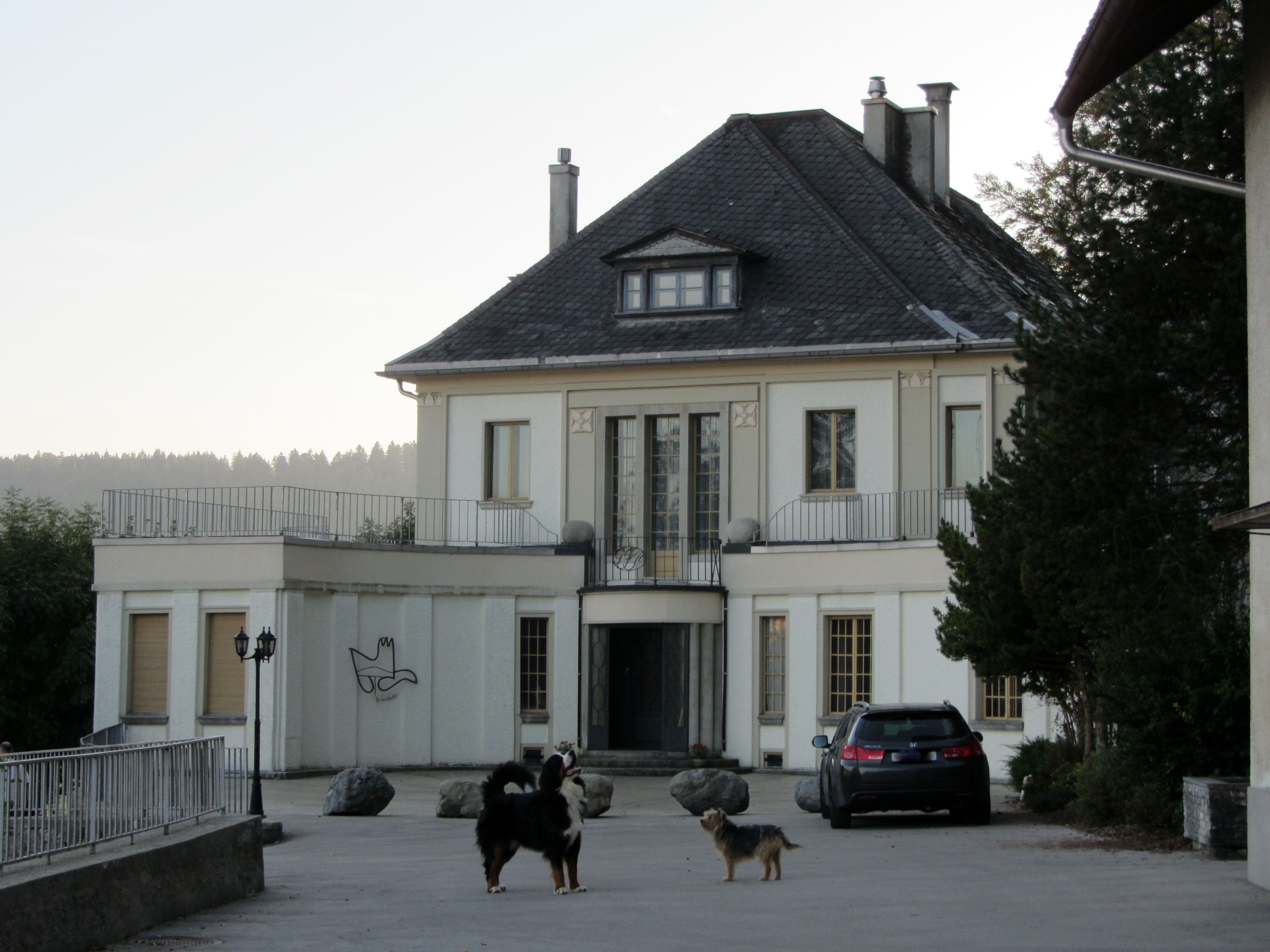
Villa Favre-Jacot in Le Locle, Westschweiz, 1912 (Le Corbusier)
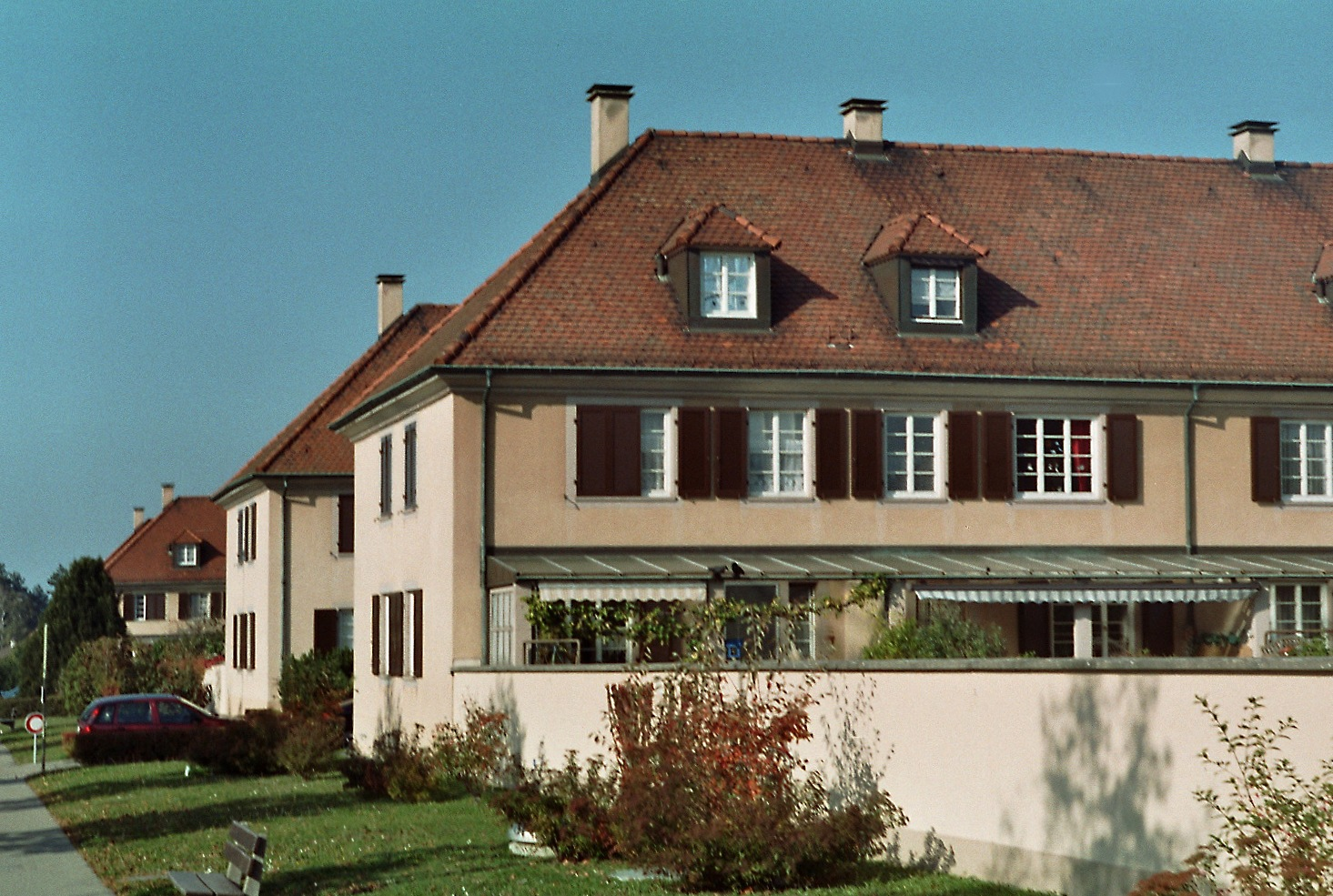
Wohnsiedlung Freidorf in Muttenz bei Basel, 1919–21 (Hannes Meyer)
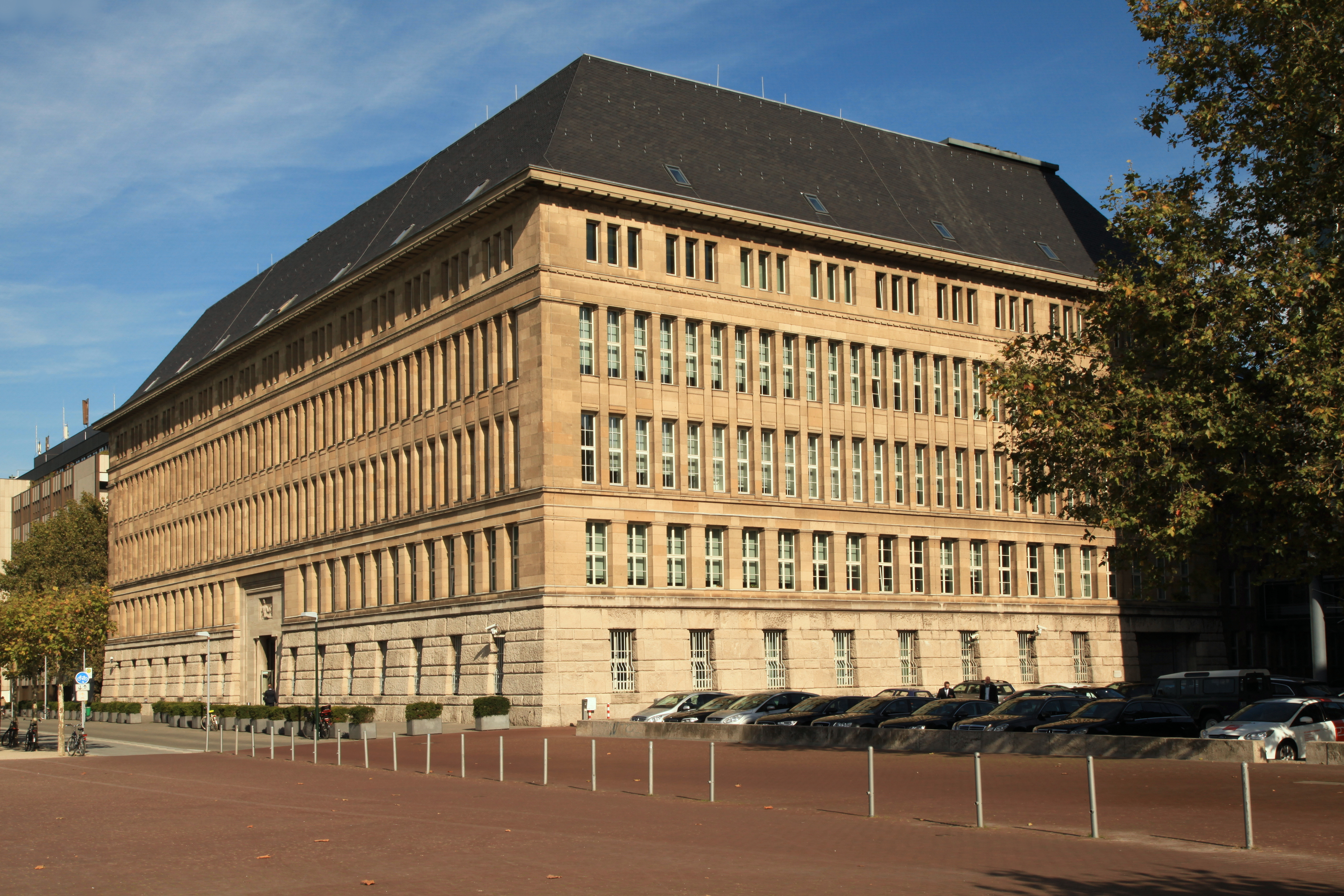
Mannesmann-Haus in Düsseldorf 1911–12 (Peter Behrens)
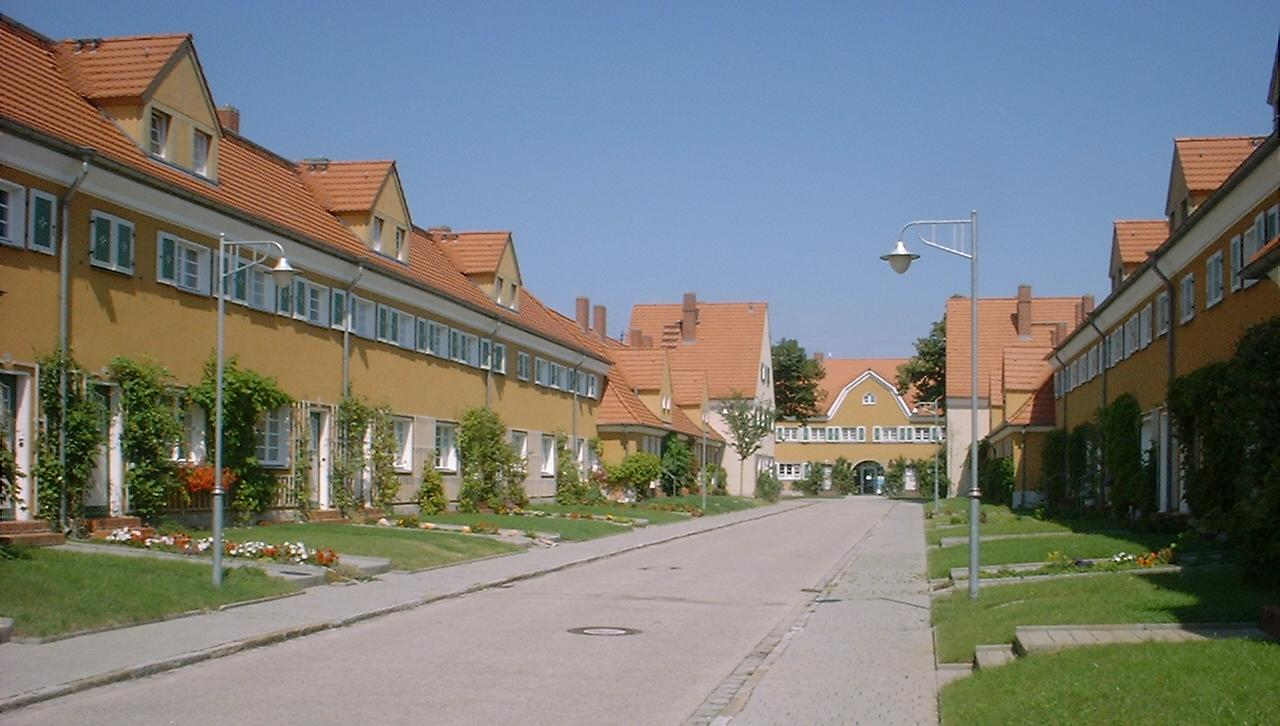
Wohnsiedlung Piesteritz, 1916–19 (Paul Schmitthenner und Otto Rudolf Salvisberg)
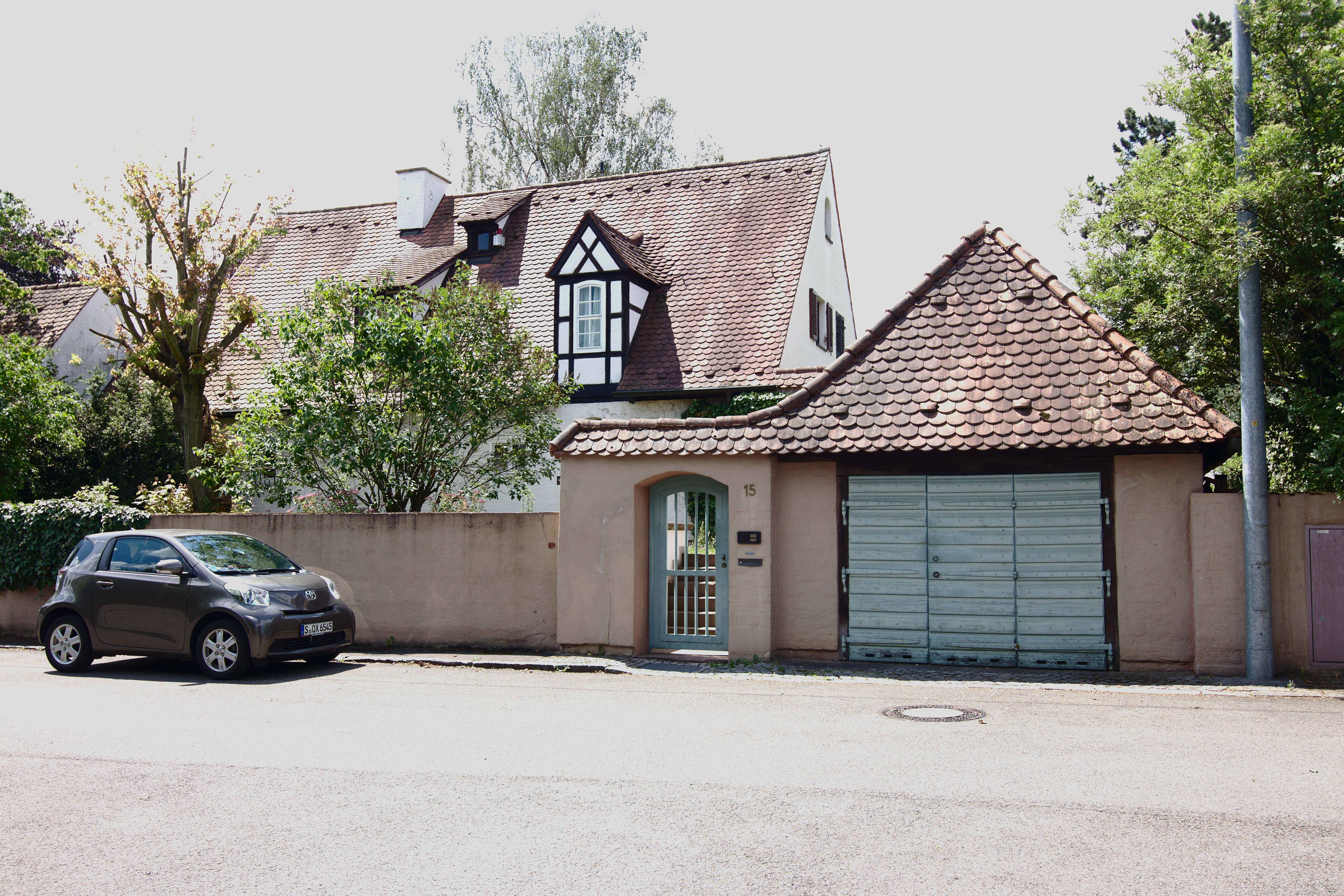
Kochenhofsiedlung in Stuttgart, 1933 (Paul Schmitthenner, Paul Bonatz u. a.)